# Groß-Umstadt
Groß-Umstadt ist eine Stadt im südhessischen Landkreis Darmstadt-Dieburg. Die Stadt ist ein Mittelzentrum im östlichen Kreisgebiet. Der Weinort ist auch als Odenwälder Weininsel bekannt.

## Geografie

### Geografische Lage

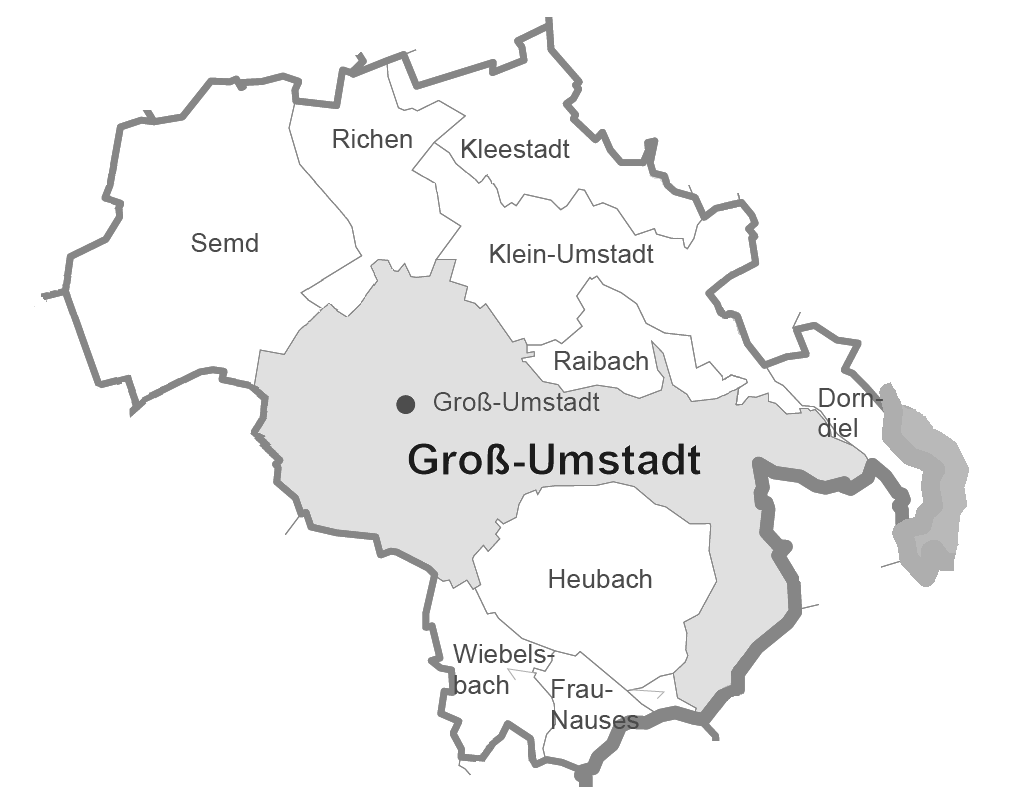
Gemarkung der Kernstadt

Groß-Umstadt liegt im südlichen Hessen am nordöstlichen Rand des Odenwalds und am südlichen Rand des Rhein-Main-Gebiets. Die höchste Erhebung der Stadt ist der Heidelberg mit 365 m ü.NN (südöstlich des Stadtteils Wiebelsbach), die höchste Erhebung der Gemarkung Groß-Umstadt die Alte Höhe mit 358 m ü.NN (in östlicher Richtung zum Stadtteil Dorndiel).

### Nachbargemeinden
Groß-Umstadt grenzt im Norden an die Gemeinde Münster (Hessen) und die Stadt Babenhausen, im Osten an die Gemeinden Schaafheim und Mömlingen (Landkreis Miltenberg, Regierungsbezirk Unterfranken, Bayern) sowie an die Stadt Breuberg (Odenwaldkreis), im Süden an die Gemeinde Höchst im Odenwald (Odenwaldkreis) und im Westen an die Gemeinden Otzberg und Groß-Zimmern sowie im Nordwesten an die Stadt Dieburg.

### Stadtgliederung
Etwa die Hälfte der rund 22.000 Einwohner lebt in der Kernstadt, die andere Hälfte in den von 1970 bis 1977 im Zuge der Gebietsreform in Hessen eingemeindeten Orten Dorndiel, Heubach, Kleestadt, Klein-Umstadt, Raibach, Richen, Semd und Wiebelsbach. Zum Stadtteil Wiebelsbach gehört auch das seit 1961 nach dort eingemeindete Frau-Nauses. Die Kernstadt Umstadt besteht aus der Gemarkung Groß-Umstadt, Innerhalb dieser Gemarkung liegen die folgenden aktuellen bzw. historischen Siedlungsplätze:
- Bahnhaus am Hungerberg[4]
- Burkards Mühle[5]
- Eselsmühle[6]
- Haxenmühle[7]
- Siedlung Jahnheim[8]
- Knöllenmühle[9]
- Langheinzermühle[10]
- Mittelste Mühle[11]
- Wüstung Wächtersbach[12]
- Langheinzermühle[13]

## Geschichte

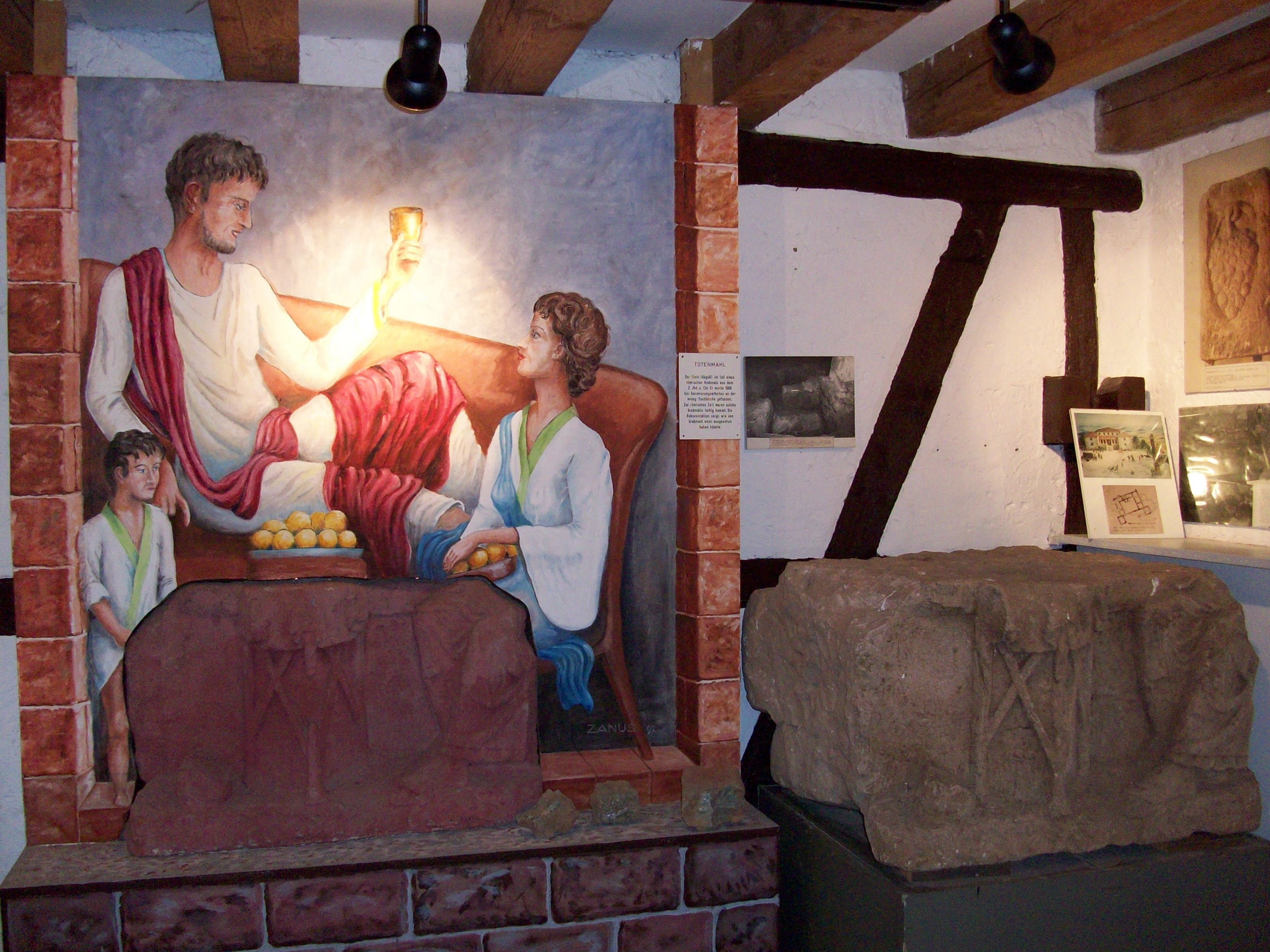
Reste eines Römischen Grabdenkmals (rechts) mit Darstellung aus heutiger Sicht (links) aus dem 2. Jahrhundert im Umstädter Heimatmuseum. Funde aus der Groß-Umstädter Stadtkirche in den Resten einer villa rustica.

### Altsteinzeit und Antike Periode

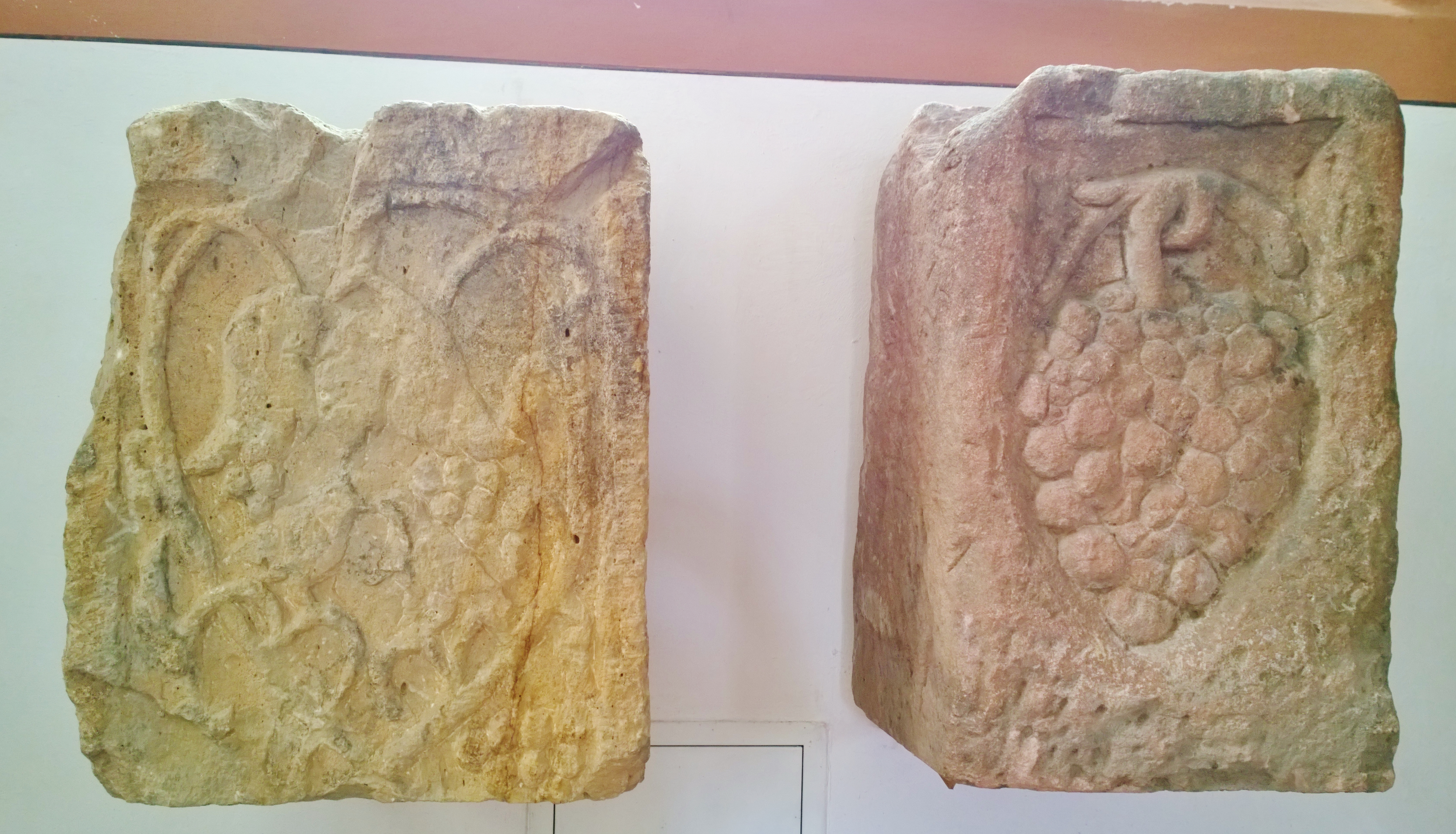
Die römischen „Traubensteine“ in der Stadtkirche

Aus der Gemarkung sind urgeschichtliche Spuren, schon seit der Altsteinzeit, bekannt. Um 125 n. Chr. wurde im Rahmen der römischen Besiedlung des rechtsrheinischen Teiles der Provinz Germania superior die Civitas Auderiensium mit dem Hauptort Dieburg (Med...) gegründet. Eine planmäßige Besiedlung und Romanisierung des Gebietes begann in der Folge. Um den zentralen Markt- und Verwaltungssitz wurden landwirtschaftliche Güter angelegt. Das Hauptgebäude einer solchen villa rustica wurde unter der heutigen Stadtkirche ergraben, Plätze weiterer römischer Landgüter im heutigen Stadtgebiet sind bekannt. Die Villae Rusticae bestanden bis zu den Alemanneneinfällen gegen Ende des dritten Jahrhunderts (Limesfall). Das weitere Geschehen bis zur urkundlichen Ersterwähnung 450 Jahre später liegt noch im Dunkel der Geschichte. Alamannische und spätere fränkische Gräber, besonders im Bereich zwischen heutigem Sitz der Sparkasse und dem Bahnhof deuten auf eine fortbestehende Siedlung im Bereich des Stadtgebietes hin. Auch der Bau der Kirche im Kernbereich der ehemaligen Villa Rustica spricht für eine kontinuierliche Besiedlung, zumindest aber für eine bewusste Anknüpfung an die vorhergehende Ansiedlung.

### Frühmittelalter
Nachdem die Franken das Gebiet der Alemannen erobert hatten, legten sie zur Sicherung der Verwaltung Königshöfe an. Ein solcher ist auch für Umstadt sicher. Von hier wurde die Umstädter Mark verwaltet, die nicht nur das gesamte heutige Stadtgebiet samt Stadtteilen umfasste, sondern auch die Gemeinden Otzberg, Höchst (Odw.), Breuberg und Schaafheim. Umstadt bestand zu diesem Zeitpunkt als Marktflecken mit Kirche und Grafensitz. Groß-Umstadt wurde im Jahre 741 erstmals urkundlich als Autmundisstat erwähnt. Der Name Autmundisstat deutet auf eine Stätte des Autmundis (Edmund?) hin, andere Erklärungen versuchen, römische Namenstraditionen nachzuweisen: Autmundis = ad montes (an den Bergen), was die Topographie Umstadts aus Richtung Dieburg gesehen, beschriebe. 766 erlangt das Kloster Fulda den Besitz der Umstädter Mark, zu der auch Groß-Umstadt gehörte. 985 gibt es hier, urkundlich belegt, drei Kirchen, Mühlen und Weinberge, die dem Kloster gehören.

### Spätmittelalter

Die Zehntorte im Amt Umstadt im 15. und 16. Jahrhundert mit ihren verschiedenen späteren Zugehörigkeiten

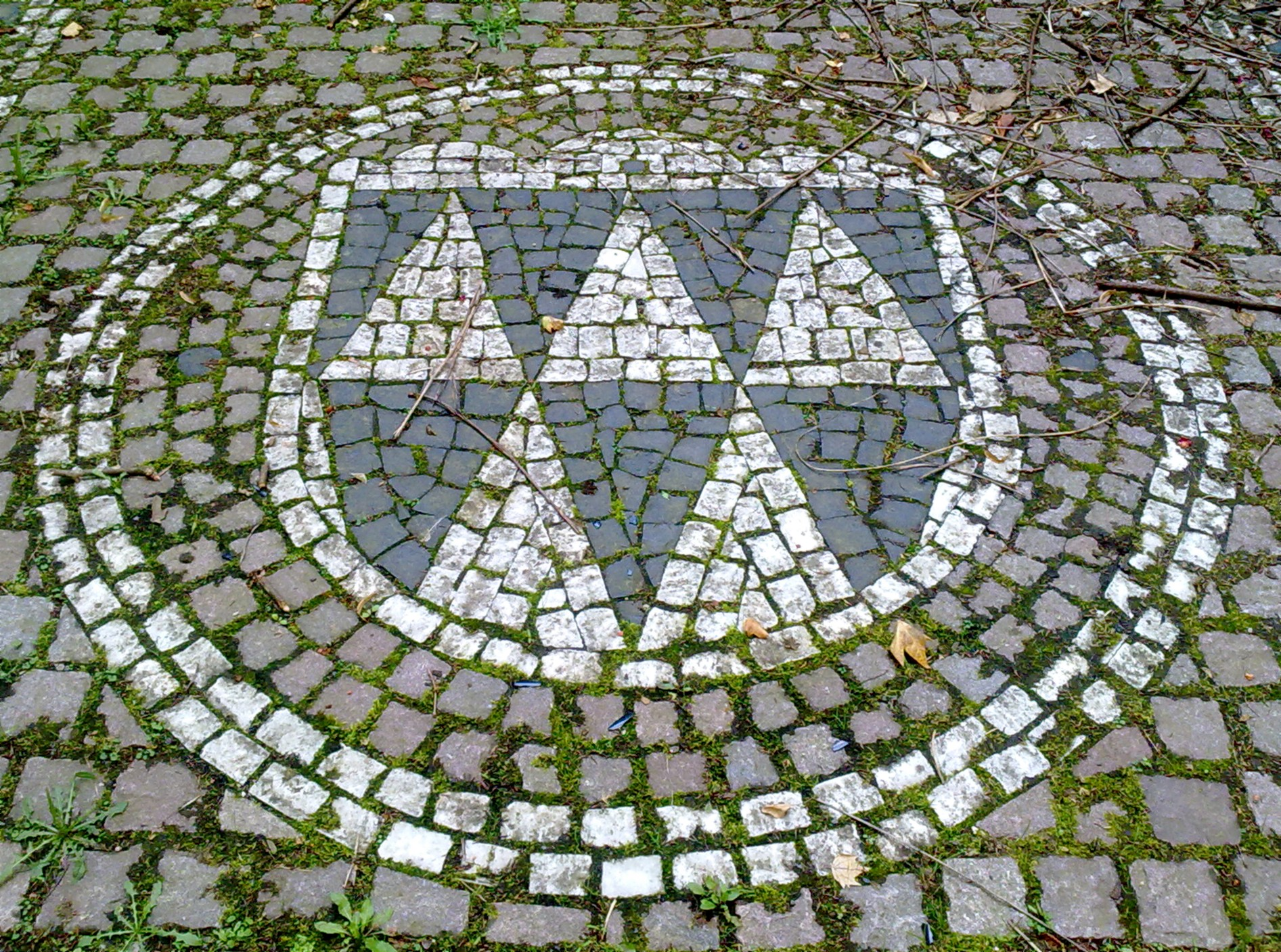
Das Wambolt'sche Wappen zwischen Nord- und Südbau des Wambolt’schen Schlosses in Groß-Umstadt

Im Rahmen des allgemeinen Aufschwungs im Hohen Mittelalter besitzt Umstadt seit mindestens 1263 Stadtrechte und wurde mit einer Stadtmauer versehen. Kleine Reste finden sich vor allem nordwestlich des Darmstädter Schlosses und können am Pfälzer Schloss nachverfolgt werden, die sich beide direkt an der Stadtmauer befanden.
Konrad IV. von Hanau hatte sich für seine Wahl zum Fürstabt des Klosters Fulda 1373 hoch verschuldet. Das hatte gleich nach seinem Amtsantritt die Konsequenz, dass er versuchte, die eingegangenen Schulden aus dem Reichsstift Fulda zu refinanzieren. Schon 1374 verpfändet er deshalb die Veste Otzberg, die Stadt Hering und Anteile an der Stadt Umstadt für 23.875 fl. an seinen Neffen, Ulrich IV. von Hanau. Andere Teile wurden von der Kurpfalz übernommen, es entstand das Kondominat Umstadt. Baulich dokumentiert sich das in zwei Schlossbauten: Das Hanauer Schloss, entstanden aus der ersten Wasserburg in der Nordostecke der Stadt und das Pfälzer Schloss in der Südwestecke. Dazwischen entstanden die Adelshöfe der Burgmannen. Davon überflügelte der Sitz der Familie Wambolt von Umstadt bald die beiden Schlösser der Stadtherren.

### Frühe Neuzeit

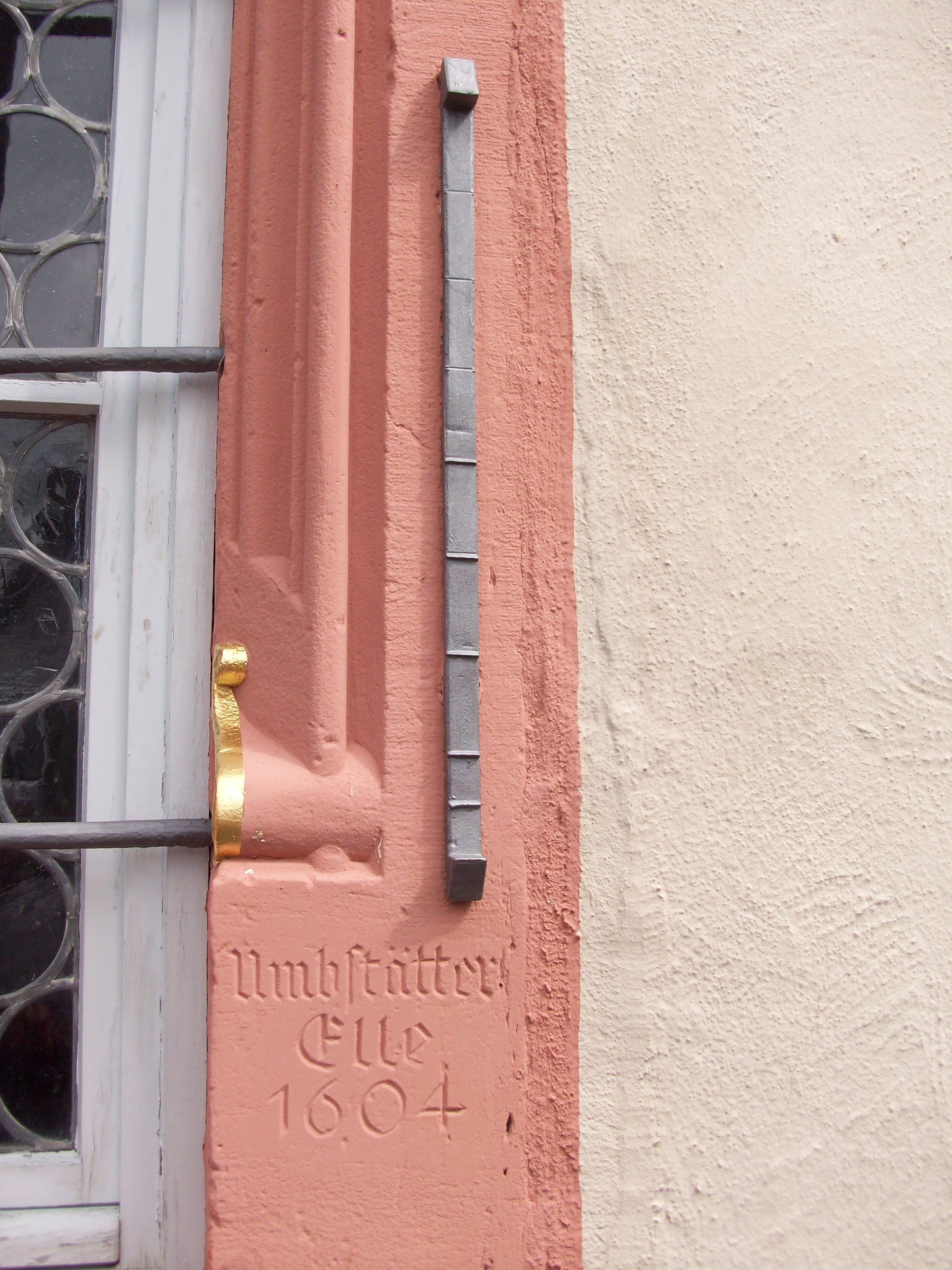
Die Umstädter Elle am Rathaus, datiert 1604

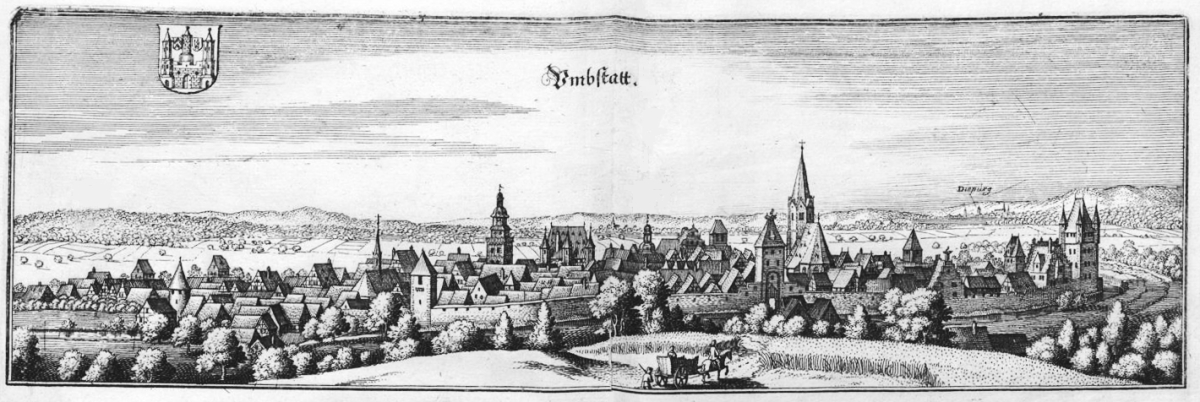
Kupferstich von Matthäus Merian aus Band 5 „Topographia Palatinatus Rheni et Vicinarum Regionum“ der Topographia Germaniae erschienen 1645. Das Bild zeigt „Umbstatt“

1504 eroberte Landgraf Wilhelm II. von Hessen, der Mittlere, im Landshuter Erbfolgekrieg und im Auftrag des römisch-deutschen Königs Maximilian I. die Stadt. Da in der Auseinandersetzung die Pfalz und das mit ihr verbündete Hanau unterlagen, hielt Wilhelm II. von Hessen die Stadt zunächst besetzt, und erst der Reichstag zu Worms 1521 klärte die Verhältnisse wieder. Das Ergebnis war erneut ein Kondominat, diesmal zwischen Hessen und der Pfalz. Hanau schied aus, erhielt dafür 12.000 Gulden und mehrere Ortschaften aus der Zent Umstadt, nämlich Harpertshausen, Kleestadt, Langstadt und Schlierbach.
Unter der gemeinsamen Herrschaft von Hessen und der Pfalz entwickelt sich bis kurz vor dem Dreißigjährigen Krieg eine wirtschaftliche Hochblüte der Stadt. Ausdruck ist u. a. das bis heute erhaltene Rathaus, das ab 1596 erbaut wurde und eine verstärkte militärische Befestigungsanlage zur Sicherung der Stadt. Die starke Befestigung mit Bastionen verhinderte zwar eine größere Zerstörung, doch litt die Bevölkerung unter Not und Entbehrungen in den Kriegswirren und der dadurch verbundenen Infrastruktureinbußen. Nicht zuletzt auch durch die Bevölkerungsdezimierung der großen Pest der Jahre 1634 bis 1636 geriet die Stadtentwicklung ins Hintertreffen. Der bis dahin aufstrebende Verwaltungssitz Umbstatt stieg zu einer unbedeutenden ländlichen Kleinstadt ab.
Während des Pfälzischen Erbfolgekriegs 1688 wird die Stadt im Dezember durch 600 Mann Dragoner unter dem Marquis von Barbistere kurzzeitig besetzt und verwüstet.

### 19. Jahrhundert

#### Verwaltungsmäßige Zugehörigkeit
1802 übernahm die Landgrafschaft Hessen-Darmstadt die Herrschaft über die Stadt, 1806 von Napoleon zum Großherzogtum Hessen erhoben. Bis 1821 nahm das Amt Umstadt Verwaltung und Rechtsprechung in Umstadt wahr. Mit der Verwaltungsreform im Großherzogtum Hessen in diesem Jahr wurden auch hier auf unterer Ebene Rechtsprechung und Verwaltung getrennt.
 Für die Verwaltung wurden Landratsbezirke geschaffen, die erstinstanzliche Rechtsprechung Landgerichten übertragen. Der Landratsbezirk Dieburg erhielt die Zuständigkeit für die Verwaltung unter anderem für das gleichzeitig aufgelöste Amt Umstadt. Durch verschiedene Verwaltungsreformen gehörte Umstadt dann ab
- 1832 zum Kreis Dieburg,
- 1848 zum Regierungsbezirk Dieburg und
- 1852 wieder zum Kreis Dieburg. Dieser wurde 1939 in „Landkreis Dieburg“ umbenannt[19] und ging 1977 anlässlich der Gebietsreform in Hessen im Landkreis Darmstadt-Dieburg auf.[3]

#### Gerichtliche Zuständigkeit
Bei der Reform 1821 übernahm das Landgericht Umstadt die erstinstanzliche Rechtsprechung in Umstadt, die zuvor das Amt wahrgenommenen hatte. Mit dem Gerichtsverfassungsgesetz von 1877 wurden Organisation und Bezeichnungen der Gerichte reichsweit vereinheitlicht. Zum 1. Oktober 1879 hob das Großherzogtum Hessen deshalb die Landgerichte auf. Funktional ersetzt wurden sie durch Amtsgerichte. So ersetzte das Amtsgericht Groß-Umstadt das Landgericht Umstadt. Als das Amtsgericht Groß-Umstadt 1968 aufgelöst wurde, übernahm das Amtsgericht Dieburg die örtliche Zuständigkeit für Groß-Umstadt. Das aufgelöste Amtsgericht Groß-Umstadt bestand bis 1970 als dessen Außenstelle weiter, als auch diese aufgelöst wurde.

#### Weiteres
Die Statistisch-topographisch-historische Beschreibung des Großherzogthums Hessen berichtet 1829 über Groß-Umstadt:

„Umstadt (L. Bez. Dieburg) Stadt; auch Großumstadt; liegt an den Vorhöhen des Odenwaldes in einer Ebene, 2 St. von Dieburg, hat 2 Vorstädte und besteht aus 392 Häusern und 3050 Einw., unter welchen sich 2276 Luth., 360 Reform., 334 Kath. und 80 Juden, so wie 29 Staatsdiener, 74 Bauern, 391 Gewerbsleute und 76 Taglöhner befinden. Umstadt ist der Sitz des Landgerichts, des Ober–Einnehmers, des Rentamts, der Collektur und des Forstinspektors und besteht aus einer lutherischen, einer reformirten und einer katholischen Pfarrei. Die Hauptgebäude sind: 1) die Stadtkirche für die luth. und reform. Gemeinde; sie enthält viele alte Grabsteine der Wambolde, Schelme, Gansen etc.; 2) das Pfälzerschloß, vormals das fuldische Burghaus, in welchem oben das Landgericht und unten die kath. Kirche sich befindet; 3) das Darmstädter Schloß, jetzo die Wohnung des Rentamtmanns und des Ober–Einnehmers; 4) das von Wamboldische Schloß; 5) das von Curti`sche Schloß; 6) das Stadthospital, das schon 1451 vorkommt; 7) das Rathhaus. Man findet noch viele Gebäude, die durch ihre Wappen als Wohnungen des vormals hier sehr zahlreichen Adels sich ankündigen. Man findet hier eine Industrieschule, 8 Mahl– und 2 Lohmühlen, 2 Ziegelhütten und 8 Gerbehäuser. Unter den Handwerkern sind vorzüglich viele Leineweber und Rothgerber. Es wird viel Mohn gebaut und in neueren Zeiten sind viele Weinberge angelegt worden; die Steinbrüche liefern eine schlechte Sorte von rothen Sandsteinen. – In den Oberwaldungen sind noch Reste einer kleinen Burg, die den Wambolden von Umstadt gehörte, und ihr eigentliches Stammschloß seyn soll. Eine halbe Stunde von Umstadt lag der Ort Wächtersbach, der in der bairischen Fehde zerstört wurde und dessen Bewohner sich zu Umstadt anbauten. Jährlich werden 5 Märkte gehalten. – Die königlich fränkische Reichsvilla Autmundistatt, Omenestadt oder Ohmestatt erscheint 741. Zu dieser Zeit schenkte Carlomann die Kirche, oder eigentlich das Patronat von Umstadt dem Bisthum Würzburg, und 768 kam die Villa durch Pipins Schenkung an die Abtei Fulda. Zur Villa gehörten viele einzelne umliegende Güter, aus denen nach und nach Dörfer entstanden. Im 12. Jahrhundert gab die Abtei Fulda die eine Hälfte von Stadt und Schloß Umstadt den Herrn von Münzenberg zu Lehen, und nach deren Ausgang, 1255, behauptete sich Reinhard von Hanau, als ältester münzenbergischer Tochtermann, auch dabei, während die Grafen von Katzenellenbogen die fuldische Hälfte, sammt dem Vogteirecht, längere Zeit von Fulda zu Lehen trugen. Hanau blieb mit Fulda in ungetheilter Gemeinschaft, bis endlich Fulda, 1374, seine Hälfte an Umstadt und die Herrschaft Otzberg, um 23,875 fl. an Hanau verpfändete, und solche endlich 1390, nebst der Lehenbarkeit der Hanauischen Hälfte, mit Ausnahme des Kirchsatzes zu Umstadt, erb- und eigenthümlich an den Churfürsten Ruprecht den Aeltern von der Pfalz verkaufte. Bis zur erfolgter Lösung, 1427, blieb Hanau im alleinigen Besitz und nahm dann seine Hälfte von der Pfalz zu Lehen. In der bairischen Fehde, 1504, nahm Landgraf Wilhelm II. die Stadt weg, und blieb bis 1521 im ungetheilten Besitz, bis durch einen Vergleich die Stadt Umstadt Hessen und der Pfalz als gemeinschaftliches Eigenthum zufiel, während Hanau vom Churfürsten abgefunden wurde. Die Hessische Hälfte wurde wieder zwischen Darmstadt und Cassel getheilt, bis im 30jährigen Krieg, Darmstadt sowohl den Casselschen als Pfälzischen Antheil wegnahm. Jedoch setzte der Westphälische Frieden wieder alles in vorigen Stand. Cassel gab nun die Hälfte seines Antheils an Hessen Rheinfels; Pfalz hatte nun 4⁄8; Darmstadt 2⁄8; Cassel und Rheinfels 1⁄8 von Umstadt. Das letztere 1⁄8 kam 1668 durch Tausch an Darmstadt, welches 1705 auch den Casselschen Antheil erhielt. Darmstadt und die Pfalz besaßen nun die Stadt zu gleichen Theilen, welcher gemeinschaftliche Besitz aber, sowohl in politischer als kirchlicher Hinsicht, zu unzähligen Streitigkeiten Veranlassung gab. Endlich 1802 kam auch der pfälzische Antheil an Hessen.“

Ab 1857 trug die Stadt zur Unterscheidung von Klein-Umstadt und Wenigumstadt die Bezeichnung „Großumstadt“. Erst später wurde die Schreibung „Groß-Umstadt“ gemäß den Rechtschreibregeln für das Großherzogtum Hessen eingeführt (vgl. hier).
Nach dem Anschluss an die Odenwaldbahn Hanau – Michelstadt – Eberbach siedelten sich zahlreiche Werkstatt- und Industriebetriebe in der Stadt an.
Von 1839 bis 1931 wurde intensiv Bergbau auf Schwerspat betrieben. Siehe auch: Liste von Bergwerken im Odenwald.

### 20. Jahrhundert
1933 wählten 60 % der Umstädter die NSDAP. 1938 wurde die Synagoge geschändet und schließlich 1978 gegen den Willen von Ortsbeirat und Kreistag abgebrochen und in den Hessenpark verbracht.
Nach dem Zweiten Weltkrieg wuchs die Einwohnerzahl an und stieg durch zahlreiche Eingemeindungen auf etwa 22.500. Eine große portugiesische Gemeinde lebt in der Stadt und trägt zu den zahlreichen Festen bei. Die Stadt Groß-Umstadt fällt außerdem durch eine lebhafte Beteiligung der Bürger an Planungsprozessen und Stadtentwicklung (Bürgerhaushalt, lokale Umsetzung der Agenda 21) sowie durch ein reichhaltiges Vereinsleben auf.

### Eingemeindungen
Im Zuge der Gebietsreform in Hessen wurden die bis dahin selbstständigen Gemeinden Wiebelsbach (am 31. Dezember 1971) und Raibach (am 1. April 1972) auf freiwilliger Basis nach Groß-Umstadt eingegliedert. Am 1. Januar 1977 schlossen sich Groß-Umstadt und die Gemeinden Dorndiel, Heubach, Kleestadt, Klein-Umstadt, Richen und Semd auf Basis des Gesetzes zur Neugliederung der Landkreise Darmstadt und Dieburg und der Stadt Darmstadt zur neuen Stadt Groß-Umstadt zusammen. Für die Kernstadt Umstadt und die Stadtteile Dorndiel, Heubach, Kleestadt, Klein-Umstadt, Raibach, Richen, Semd und Wiebelsbach wurden Ortsbezirke errichtet. Die Grenzen der Ortsbezirke folgen den Gemeindegrenzen vom 30. Dezember 1971.

### Historische Namensformen
Historische Namensformen waren (in Klammern das Jahr der Urkunde):
| Autmundistat (741)    | Autmundisstat (766)           | Autmundisstat (773) |
| Autmundisstat (822)   | Omuntesstat (889)             | Ommuntestat (923)   |
| Ohmestatt (1156)      | Unnestat, Vnnestat (1261)     | Unnestat (1288)     |
| maior Omstat (1303)   | Omistat maior, Omestad (1314) | Omstat (1322)       |
| Grozen Omstadt (1329) | Ombstad, Omstad (1427)        | Onstait (1460)      |
| Grozen Omstadt (1451) | Omstatt (1462)                | Ompstat (1465)      |
| Umbstat (1473)        | Umstatt (1478)                | VVmbstatt (1547)    |
| Vmbstatt (1556)       |                               |                     |

### Verwaltungsgeschichte im Überblick
Die folgende Liste zeigt die Staaten und Verwaltungseinheiten, denen Groß-Umstadt angehört(e):
- vor 1323: Heiliges Römisches Reich, Zent Umstadt (Kondominat)
- ab 1390: Heiliges Römisches Reich, Kurpfalz (durch Kauf; bis 1427 an Herrschaft Hanau verpfändet), Zent Umstadt
- ab 1504: Heiliges Römisches Reich, Zent Umstadt (Kurpfalz und Landgrafschaft Hessen je zur Hälfte), Zent Umstadt
- 1567–1803: Hessischer Anteil zeitweise aufgeteilt zwischen Landgrafschaft Hessen-Kassel, Landgrafschaft Hessen-Darmstadt und Hessen-Rheinfels
- ab 1803: Heiliges Römisches Reich, Landgrafschaft Hessen-Darmstadt,[Anm. 2] Fürstentum Starkenburg, Amt Umstadt
- ab 1806: Großherzogtum Hessen,[Anm. 3] Fürstentum Starkenburg, Amt Umstadt[34]
- ab 1815: Großherzogtum Hessen[Anm. 4], Provinz Starkenburg, Amt Umstadt mit Otzberg
- ab 1821: Großherzogtum Hessen, Provinz Starkenburg, Landratsbezirk Dieburg[Anm. 5]
- ab 1832: Großherzogtum Hessen, Provinz Starkenburg, Kreis Dieburg
- ab 1848: Großherzogtum Hessen, Regierungsbezirk Dieburg
- ab 1852: Großherzogtum Hessen, Provinz Starkenburg, Kreis Dieburg
- ab 1871: Deutsches Reich,[Anm. 6] Großherzogtum Hessen, Provinz Starkenburg, Kreis Dieburg
- ab 1918: Deutsches Reich, Volksstaat Hessen,[Anm. 7] Provinz Starkenburg, Kreis Dieburg
- ab 1938: Deutsches Reich, Volksstaat Hessen, Landkreis Dieburg[35][Anm. 8]
- ab 1945: Deutsches Reich, Amerikanische Besatzungszone,[Anm. 9] Groß-Hessen, Regierungsbezirk Darmstadt, Landkreis Dieburg
- ab 1946: Deutsches Reich, Amerikanische Besatzungszone, Land Hessen, Regierungsbezirk Darmstadt, Landkreis Dieburg
- ab 1949: Bundesrepublik Deutschland, Land Hessen, Regierungsbezirk Darmstadt, Landkreis Dieburg
- ab 1977: Bundesrepublik Deutschland, Land Hessen, Regierungsbezirk Darmstadt, Landkreis Darmstadt-Dieburg

## Bevölkerung

### Einwohnerstruktur 2011/2022
Nach den Erhebungen des Zensus 2011/Zensus 2022 lebten am Stichtag, dem 9. Mai 2011 / 15. Mai 2022, in Groß-Umstadt 20.699/21.244 Einwohner. Darunter waren 2150/2693 (10,4 % / 12,7 %) Ausländer, von denen 1436/1553 aus dem EU-Ausland, 528/612 aus anderen europäischen Ländern und 186/524 aus anderen Staaten kamen./ Von den deutschen Einwohnern hatten 9,3 % / 8,6 % einen Migrationshintergrund./ Nach dem Lebensalter waren 3588/3368 Einwohner unter 18 Jahren, 11.475/7488 waren zwischen 18 und 49, 4383/5626 zwischen 50 und 64 und 3984/4763 Einwohner waren älter./ Die Einwohner lebten in 8710/5986 Haushalten. Davon waren 2540/? Singlehaushalte, 2504/2669 Paare ohne Kinder und 2722/2524 Paare mit Kindern, sowie 756/793 Alleinerziehende und 188/? Wohngemeinschaften./ In 1795/976 Haushalten lebten ausschließlich Senioren und in 5897/3954 Haushaltungen leben keine Senioren./

### Einwohnerentwicklung

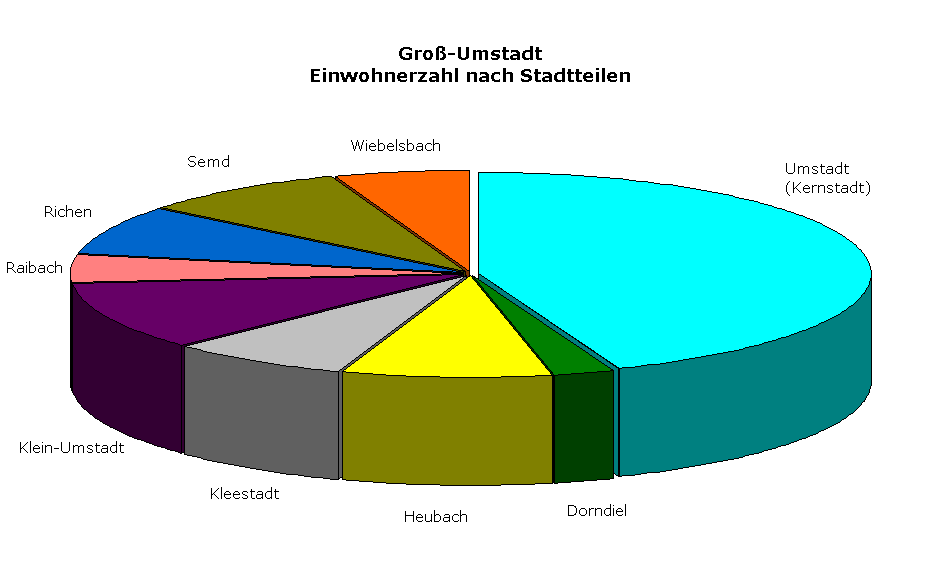
Groß-Umstadt nach Stadtteilen gegliedert (Stand 2006)

| Jahr | Einwohnerzahl (ohne Stadtteile) |
| ---- | ------------------------------- |
| 800  | 100                             |
| 985  | 200                             |
| 1465 | 300                             |
| 1565 | 400                             |
| 1604 | 1.000                           |
| 1633 | 1.058                           |
| 1634 | 1.184                           |
| 1635 | 1.178                           |
| 1636 | 424                             |
| 1734 | 1.480                           |
| 1806 | 2.385                           |
| 1816 | 2.780                           |

| Jahr | Einwohnerzahl (ohne Stadtteile) |
| ---- | ------------------------------- |
| 1829 | 3.050                           |
| 1845 | 3.040                           |
| 1857 | 2.679                           |
| 1905 | 3.580                           |
| 1910 | 3.746                           |
| 1939 | 3.880                           |
| 1945 | 4.500                           |
| 1946 | 5.113                           |
| 1961 | 6.931                           |
| 1970 | 8.704                           |
| 1990 | 9.087                           |

| Jahr | Einwohnerzahl (nach Eingemeindungen) (jeweils zum 31. Dez.) |
| ---- | ----------------------------------------------------------- |
| 1973 | 18.495                                                      |
| 1975 | 18.214                                                      |
| 1980 | 18.812                                                      |
| 1985 | 18.757                                                      |
| 1990 | 19.238                                                      |
| 1995 | 20.714                                                      |
| 2000 | 21.403                                                      |
| 2005 | 21.577                                                      |
| 2010 | 21.333                                                      |
| 2015 | 20.821                                                      |
| 2020 | 21.234                                                      |

### Religionszugehörigkeit
| • 1829: | 002276 lutherische (= 74,62 %), 360 reformierte (= 11,80 %), 80 jüdische (= 2,62 %) und 334 römisch-katholische (= 10,95 %) Einwohner                          |
| • 1961: | 004840 evangelische (= 69,83 %), 1929 römisch-katholische (= 27,83 %) Einwohner                                                                                |
| • 1987: | 10.927 evangelische (= 59,40 %), 5500 römisch-katholische (= 29,90 %), 1969 sonstige (= 10,70 %) Einwohner                                                     |
| • 2011: | 10.160 evangelische (= 49,1 %), 5730 römisch-katholische (= 27,7 %), 170 orthodoxe (= 0,8 %), 290 andersgläubige (= 1,4 %), 4220 sonstige (= 20,4 %) Einwohner |
| • 1922: | 9478 evangelische (= 45,8 %), 5262 römisch-katholische (= 25,4 %), 5957 sonstige (= 28,8 %) Einwohner                                                          |

### Erwerbstätigkeit
Die Gemeinde im Vergleich mit Landkreis, Regierungsbezirk Darmstadt und Hessen:
|                                                   | Jahr | Gemeinde | Landkreis | Regierungsbezirk | Hessen    |
| ------------------------------------------------- | ---- | -------- | --------- | ---------------- | --------- |
| Sozialversicherungspflichtig Beschäftigte         | 2017 | 6.693    | 74.525    | 1.695.567        | 2.524.156 |
| Veränderung zu                                    | 2000 | +44,7 %  | +21,1 %   | +16,1 %          | +16,0 %   |
| davon Vollzeit                                    | 2017 | 64,7 %   | 68,3 %    | 72,8 %           | 71,8 %    |
| davon Teilzeit                                    | 2017 | 35,3 %   | 31,7 %    | 27,2 %           | 28,2 %    |
| Ausschließlich geringfügig entlohnte Beschäftigte | 2017 | 1.516    | 15.305    | 224.267          | 372.991   |
| Veränderung zu                                    | 2000 | +52,7 %  | +14,4 %   | +9,0 %           | +8,8 %    |

| Branche                         | Jahr | Gemeinde | Landkreis | Regierungsbezirk | Hessen |
| ------------------------------- | ---- | -------- | --------- | ---------------- | ------ |
| Produzierendes Gewerbe          | 2000 | 35,1 %   | 41,1 %    | 27,0 %           | 30,6 % |
|                                 | 2017 | 28,0 %   | 31,3 %    | 20,4 %           | 24,3 % |
| Handel, Gastgewerbe und Verkehr | 2000 | 20,8 %   | 26,1 %    | 26,4 %           | 25,1 % |
|                                 | 2017 | 20,1 %   | 26,8 %    | 24,7 %           | 23,8 % |
| Unternehmensdienstleistungen    | 2000 | 19,1 %   | 11,6 %    | 25,1 %           | 20,2 % |
|                                 | 2017 | 22,1 %   | 17,1 %    | 31,6 %           | 26,1 % |
| Sonstige Dienstleistungen       | 2000 | 23,6 %   | 18,8 %    | 20,1 %           | 22,5 % |
|                                 | 2017 | 29,3 %   | 23,6 %    | 23,0 %           | 25,4 % |
| Sonstiges (bzw. ohne Zuordnung) | 2000 | 01,3 %   | 02,4 %    | 01,4 %           | 01,5 % |
|                                 | 2017 | 00,8 %   | 00,5 %    | 00,3 %           | 00,4 % |

## Religionen

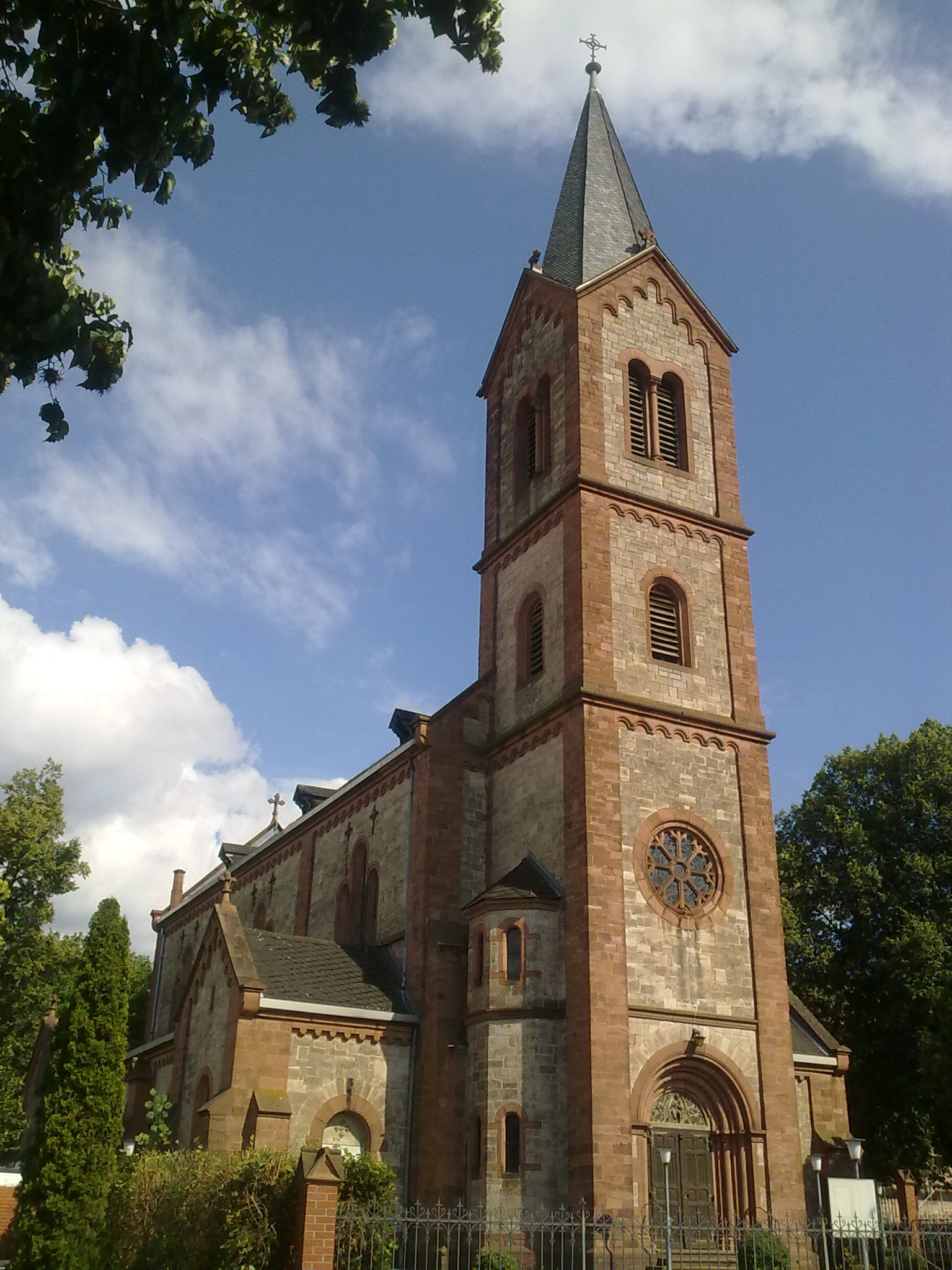
Die Katholische St.-Gallus-Kirche von der Realschulstraße aus gesehen.

Die Stadt ist seit der Reformation größtenteils evangelisch. Durch das Kondominat war es lange in eine Evangelisch-lutherische (Hessen-Darmstadt) und eine reformierte (Pfalz) Kirche getrennt. Längst wieder unter dem Dach einer Kirche vereinigt, gehören ihre Mitglieder heute zur Evangelischen Kirche Hessen und Nassau. In der Stadt befindet sich der Sitz des Evangelischen Dekanats Vorderer Odenwald. Es existieren Kirchengemeinden in Groß-Umstadt, Klein-Umstadt mit Raibach und Dorndiel, Kleestadt und Richen und in Semd. Das Diakonische Werk hat eine Außenstelle im Darmstädter Schloss.
Eine Evangelische Freikirche, die Ecclesia Gemeinde, befindet sich im Stadtteil Klein-Umstadt.
Im 18. Jahrhundert etablierte sich wieder eine kleine katholische Gemeinde. Mit den Ereignissen des Zweiten Weltkrieges und der Nachkriegszeit wurde die Stadt vielen Heimatvertriebenen zur neuen Heimat. Mit dem Zuzug vieler portugiesischer Mitbürger (etwa jeder achte Mitbürger der Stadt hat portugiesische Wurzeln) und Aussiedlern aus dem Gebiet der ehemaligen Sowjetunion ist wieder eine stabile größere katholische Gemeinde entstanden. Die Pfarrei St. Gallus gehört zum Bistum Mainz. Sie betreut die Kernstadt, sowie alle anderen Ortsteile außer Semd und Wiebelsbach, die einen eigenen Pfarrer haben. Daneben existiert eine Katholisch-Portugiesische Mission.

## Politik

### Stadtverordnetenversammlung
Die Kommunalwahl am 14. März 2021 lieferte folgendes Ergebnis, in Vergleich gesetzt zu früheren Kommunalwahlen:
| Sitzverteilung in der Stadtverordnetenversammlung 2021Insgesamt 37 Sitze - SPD: 14 - Grüne: 6 - FDP: 3 - CDU: 8 - BVG: 6 | Parteien und Wählergemeinschaften | Parteien und Wählergemeinschaften           | % 2021 | Sitze 2021 | % 2016 | Sitze 2016 | % 2011 | Sitze 2011 | % 2006 | Sitze 2006 | % 2001 | Sitze 2001 |
| Sitzverteilung in der Stadtverordnetenversammlung 2021Insgesamt 37 Sitze - SPD: 14 - Grüne: 6 - FDP: 3 - CDU: 8 - BVG: 6 | SPD                               | Sozialdemokratische Partei Deutschlands     | 37,9   | 14         | 40,5   | 15         | 43,6   | 16         | 42,4   | 16         | 45,4   | 17         |
| Sitzverteilung in der Stadtverordnetenversammlung 2021Insgesamt 37 Sitze - SPD: 14 - Grüne: 6 - FDP: 3 - CDU: 8 - BVG: 6 | CDU                               | Christlich Demokratische Union Deutschlands | 20,7   | 8          | 21,7   | 8          | 23,8   | 9          | 28,1   | 10         | 34,2   | 12         |
| Sitzverteilung in der Stadtverordnetenversammlung 2021Insgesamt 37 Sitze - SPD: 14 - Grüne: 6 - FDP: 3 - CDU: 8 - BVG: 6 | GRÜNE                             | Bündnis 90/Die Grünen                       | 17,4   | 6          | 13,2   | 5          | 15,5   | 6          | 9,2    | 3          | 10,5   | 4          |
| Sitzverteilung in der Stadtverordnetenversammlung 2021Insgesamt 37 Sitze - SPD: 14 - Grüne: 6 - FDP: 3 - CDU: 8 - BVG: 6 | BVG                               | Bürgervereinigung Groß-Umstadt              | 16,8   | 6          | 16,6   | 6          | 13,5   | 5          | 17,5   | 7          | 10,0   | 4          |
| Sitzverteilung in der Stadtverordnetenversammlung 2021Insgesamt 37 Sitze - SPD: 14 - Grüne: 6 - FDP: 3 - CDU: 8 - BVG: 6 | FDP                               | Freie Demokratische Partei                  | 7,2    | 3          | 7,9    | 3          | 3,6    | 1          | 2,8    | 1          | —      | —          |
| Sitzverteilung in der Stadtverordnetenversammlung 2021Insgesamt 37 Sitze - SPD: 14 - Grüne: 6 - FDP: 3 - CDU: 8 - BVG: 6 | gesamt                            | gesamt                                      | 100,0  | 37         | 100,0  | 37         | 100,0  | 37         | 100,0  | 37         | 100,0  | 37         |
| Sitzverteilung in der Stadtverordnetenversammlung 2021Insgesamt 37 Sitze - SPD: 14 - Grüne: 6 - FDP: 3 - CDU: 8 - BVG: 6 | Wahlbeteiligung in %              | Wahlbeteiligung in %                        | 54,1 % | 54,1 %     | 49,4 % | 49,4 %     | 50,3 % | 50,3 %     | 46,2 % | 46,2 %     | 51,4 % | 51,4 %     |

Stärkste Kraft im Stadtparlament ist die SPD. Die Stadt seit 2021 durch eine schwarz-rote Koalition regiert. Der gewählte Stadtverordnetenvorsteher wird von der CDU-Fraktion gestellt, seine fünf Stellvertreter werden jeweils durch ein Mitglied der im Stadtparlament vertretenen Fraktionen repräsentiert.

### Bürgermeister
Nach der hessischen Kommunalverfassung wird der Bürgermeister für eine sechsjährige Amtszeit gewählt, seit dem Jahr 1993 in einer Direktwahl, und ist Vorsitzender des Magistrats, dem in der Stadt Groß-Umstadt neben dem Bürgermeister ehrenamtlich ein Erster Stadtrat und acht weitere Stadträte angehören. Die Stärke der in der Stadtverordnetenversammlung vertretenen Fraktionen spiegelt sich grundsätzlich in der Zusammensetzung des ehrenamtlichen Magistrats wider. Bürgermeister ist seit dem 22. April 2022 der parteiunabhängig angetretene René Kirch. Der Amtsvorgänger Joachim Ruppert (SPD) verstarb in seiner dritten Amtszeit unerwartet am 26. November 2021. Erster Stadtrat Matthias Kreh (SPD) leitete danach die Stadtverwaltung kommissarisch und die Wahl eines neuen Bürgermeisters musste vorgezogen werden. René Kirch erhielt am 3. April 2022 in einer Stichwahl bei 52,5 Prozent Wahlbeteiligung 65,1 Prozent der Stimmen und setzte sich so gegen den Ersten Stadtrat Matthias Kreh als seinen Mitbewerber durch.
Amtszeiten der Bürgermeister
- 2022–2028 René Kirch[58]

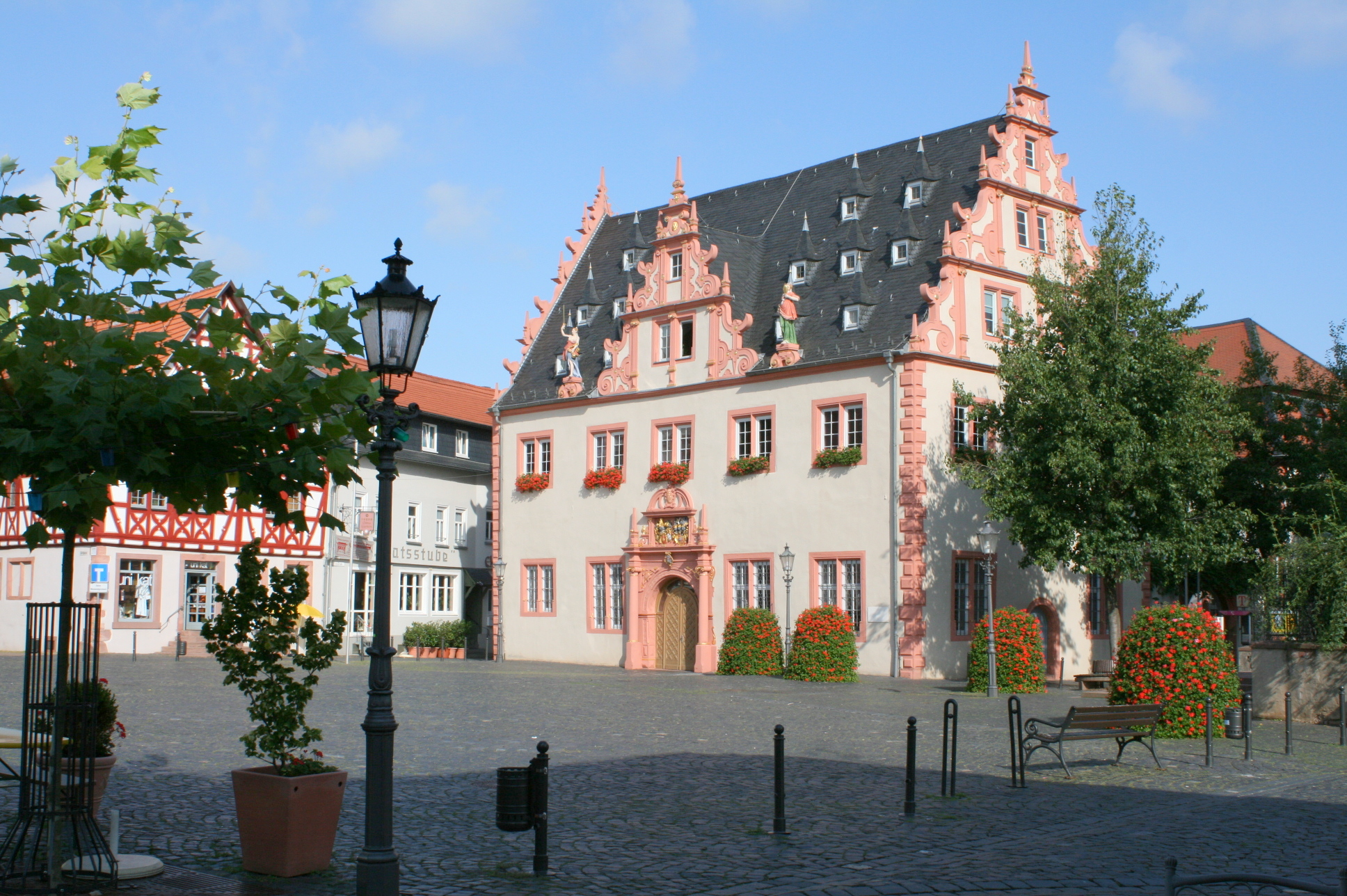
Renaissance-Rathaus

- 2006–2021 Joachim Ruppert (SPD) (1962–2021)[59]
- 1988–2005 Wilfried Köbler (SPD) (1946–2017)
- 1969–1988 Hugo Seibert (1925–2011)
- 1954–1965 Ludwig Wedel (SPD) (1909–1993)
- 1945–1954 Peter Hartmann (SPD) (1888–1969)
- 1923–1933 Johannes Lampe (SPD)
- 1908–1918 Ernst Ohl (Freie Wirtschaftliche Vereinigung) (1841–1923)

### Ortsbezirke
Folgende Ortsbezirke mit Ortsbeirat und Ortsvorsteher nach der Hessischen Gemeindeordnung gibt es im Stadtgebiet:
- Ortsbezirk Dorndiel (Gebiete der ehemaligen Gemeinde Dorndiel). Der Ortsbeirat besteht aus fünf Mitgliedern.
- Ortsbezirk Umstadt (Gebiete der ehemaligen Gemeinde Umstadt). Der Ortsbeirat besteht aus neun Mitgliedern.
- Ortsbezirk Heubach (Gebiete der ehemaligen Gemeinde Heubach). Der Ortsbeirat besteht aus sieben Mitgliedern.
- Ortsbezirk Kleestadt (Gebiete der ehemaligen Gemeinde Kleestadt). Der Ortsbeirat besteht aus sieben Mitgliedern.
- Ortsbezirk Klein-Umstadt (Gebiete der ehemaligen Gemeinde Klein-Umstadt). Der Ortsbeirat besteht aus sieben Mitgliedern.
- Ortsbezirk Raibach (Gebiete der ehemaligen Gemeinde Raibach). Der Ortsbeirat besteht aus fünf Mitgliedern.
- Ortsbezirk Richen (Gebiete der ehemaligen Gemeinde Richen). Der Ortsbeirat besteht aus sieben Mitgliedern.
- Ortsbezirk Semd (Gebiete der ehemaligen Gemeinde Semd). Der Ortsbeirat besteht aus sieben Mitgliedern.
- Ortsbezirk Wiebelsbach (Gebiete der ehemaligen Gemeinde Wiebelsbach). Der Ortsbeirat besteht aus fünf Mitgliedern.

### Ortsbeirat Umstadt
Bei den Kommunalwahlen in Hessen 2021 betrug die Wahlbeteiligung zum Ortsbeirat 50,64 %. Dabei wurden gewählt: drei Mitglieder der SPD, je zwei Mitglieder der „Bürgervereinigung Groß-Umstadt“ (BVG) und des Bündnis 90/Die Grünen, sowie je ein Mitglied der FDP und der CDU. Der Ortsbeirat wählte Klaus Mahla (SPD) zum Ortsvorsteher.

### Wappen und Flagge
Wappen

Blasonierung: „In Blau eine gezinnte silberne Stadtmauer mit einem geschlossenen roten Stadttor, begleitet von 2 Dreipaßfenstern. Die Stadtmauer überhöht von einem silbernen, gezinnten, mit goldenem Kreuz, rotem Kegeldach, einem Vierpaßfenster unten und zwei Rundbogenfenstern oben versehenen Turm, begleitet rechts von einem Schild mit drei roten Sparren auf Gold, links von einem Schild mit schwarzem Kreuz auf Silber, beide durch einen Steg mit dem Turm verbunden. Die Stadtmauer zugleich flankiert von zwei silbernen, vierstöckigen Türmen mit rotem Kegeldach und goldenem Knauf an der Spitze, je ein Rundbogenfenster im obersten Stockwerk.“
Das Wappen wurde der Stadt Groß-Umstadt zuletzt am 12. Dezember 1979 durch den Hessischen Innenminister genehmigt.
In seiner heutigen Form wurde es durch den Bad Nauheimer Heraldiker Heinz Ritt gestaltet.
Es basiert auf dem ältesten bekannten Siegel der Stadt und zeigt die stilisierte Stadtmauer. Die kleinen Schilder zwischen den Türmen zeigen die frühere Zugehörigkeit des Amtes Umstadt zu Hanau und Fulda.

 Flagge 
Die Flagge wurde der Stadt am 18. Mai 1984 genehmigt und wird wie folgt beschrieben:
Flaggenbeschreibung: „Auf blauer Mittelbahn zwischen rot/weißen Randstreifen (rot jeweils außen) in der oberen Hälfte aufgelegt das Stadtwappen ohne Schildumrandung.“
Meist wird jedoch eine Flagge verwendet, deren Randstreifen um das gesamte Flaggentuch laufen und das Wappen im Schild zeigt.

### Städtepartnerschaften
Zu den beiden schon länger existierenden Partnerstädten, die wie Groß-Umstadt vom Weinbau geprägt sind, kam eine am 17. September 2010 offiziell unterzeichnete weitere Partnerschaft mit der italienischen Gemeinde Dicomano hinzu:
|  | Saint-Péray, Frankreich, Département Ardèche, seit 1966 |
|  | Santo Tirso, Portugal, Região Norte, seit 1988          |
|  | Dicomano, Italien, Metropolitanstadt Florenz, seit 2010 |

## Kultur und Sehenswürdigkeiten

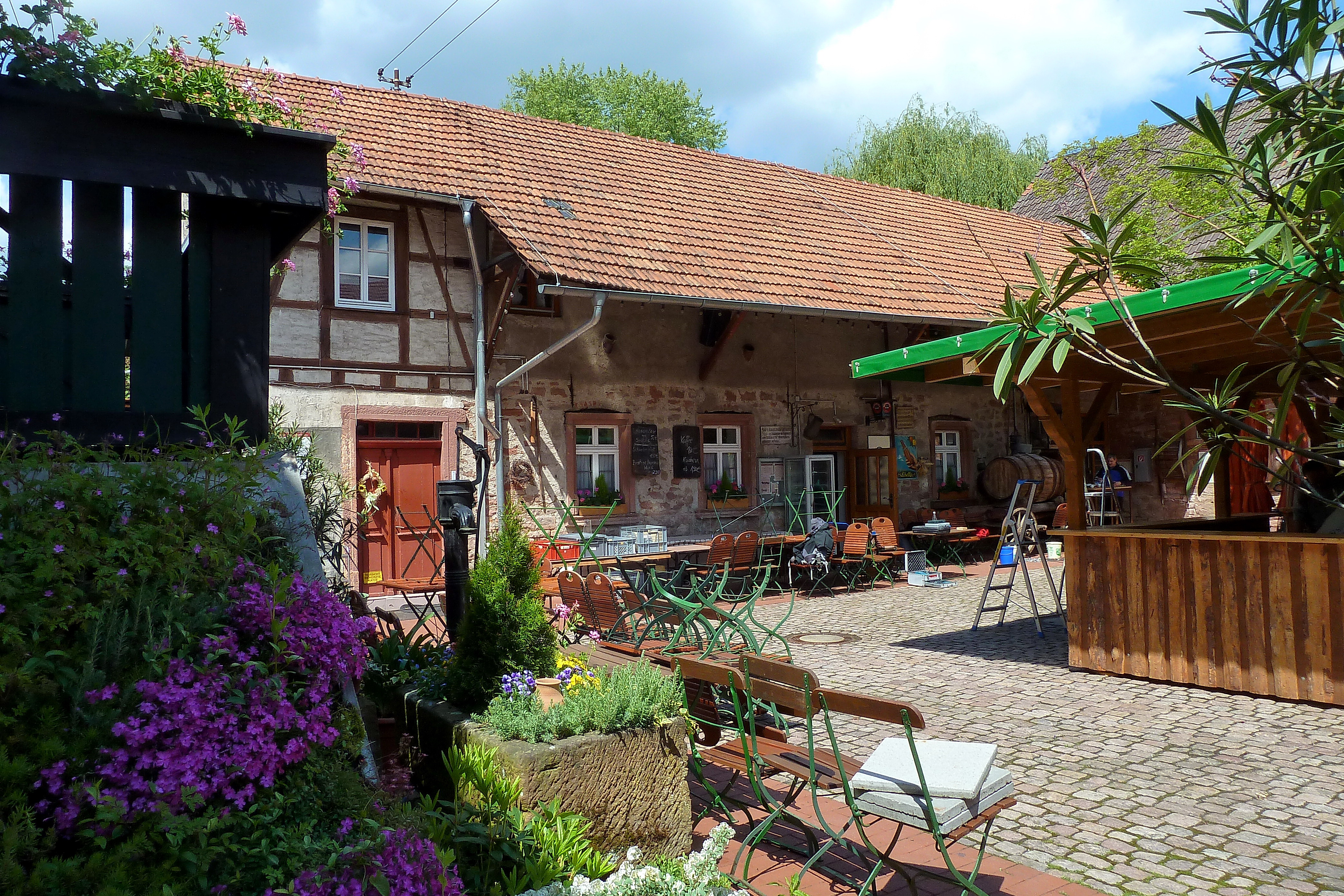
Blick in den Innenhof der Museumshofreite mit Blick zum Kuhstall, heute Gaststätte und Vortragsort des Museumsvereins

### Museen
An der Straße in den angrenzenden Stadtteil Raibach befindet sich der ehemalige Gruberhof, der als Heimatmuseum hergerichtet wurde und heute als das Museum und Kulturzentrum der Stadt auch Ort für lokale Veranstaltungen ist. Es wird vom Museums- und Geschichtsverein Groß-Umstadt e. V. betreut und ist eine kommunale Einrichtung.

### Bauwerke
Direkt am historischen Marktplatz befindet sich das von 1596 bis 1605 erbaute Renaissance-Rathaus, sowie die auf den Fundamenten einer römischen villa rustica und Vorbauten der Merowinger und Karolinger erbaute evangelische Stadtkirche, deren Turm aus der Mitte des 13. Jahrhunderts und der Hauptbau aus der Zeit von 1465 bis 1494 stammt, und mehrere Dutzend Einzeldenkmäler in und um die Kirche aufweist. In der Altstadt befinden sich neben zahlreichen Fachwerkhäusern noch sechs von ehemals sieben Schlössern oder Adelshöfen, darunter das Wambolt'sche Schloss im Renaissancestil, das Darmstädter Schloss (ehemals Hanauisches Schloss genannt) mit geringen Resten einer Wasserburg sowie das Pfälzer Schloss (Erdgeschoss mittelalterlich, Obergeschoss von 1806) und das, 1963 einem Erweiterungsbau des Max-Planck-Gymnasiums gewichene, Curti-Schloss. Dazu zählen noch das Rodensteiner Schloss (auch Rodensteiner Hof genannt), der Heddersdorf'sche und der Gans'sche Adelshof.

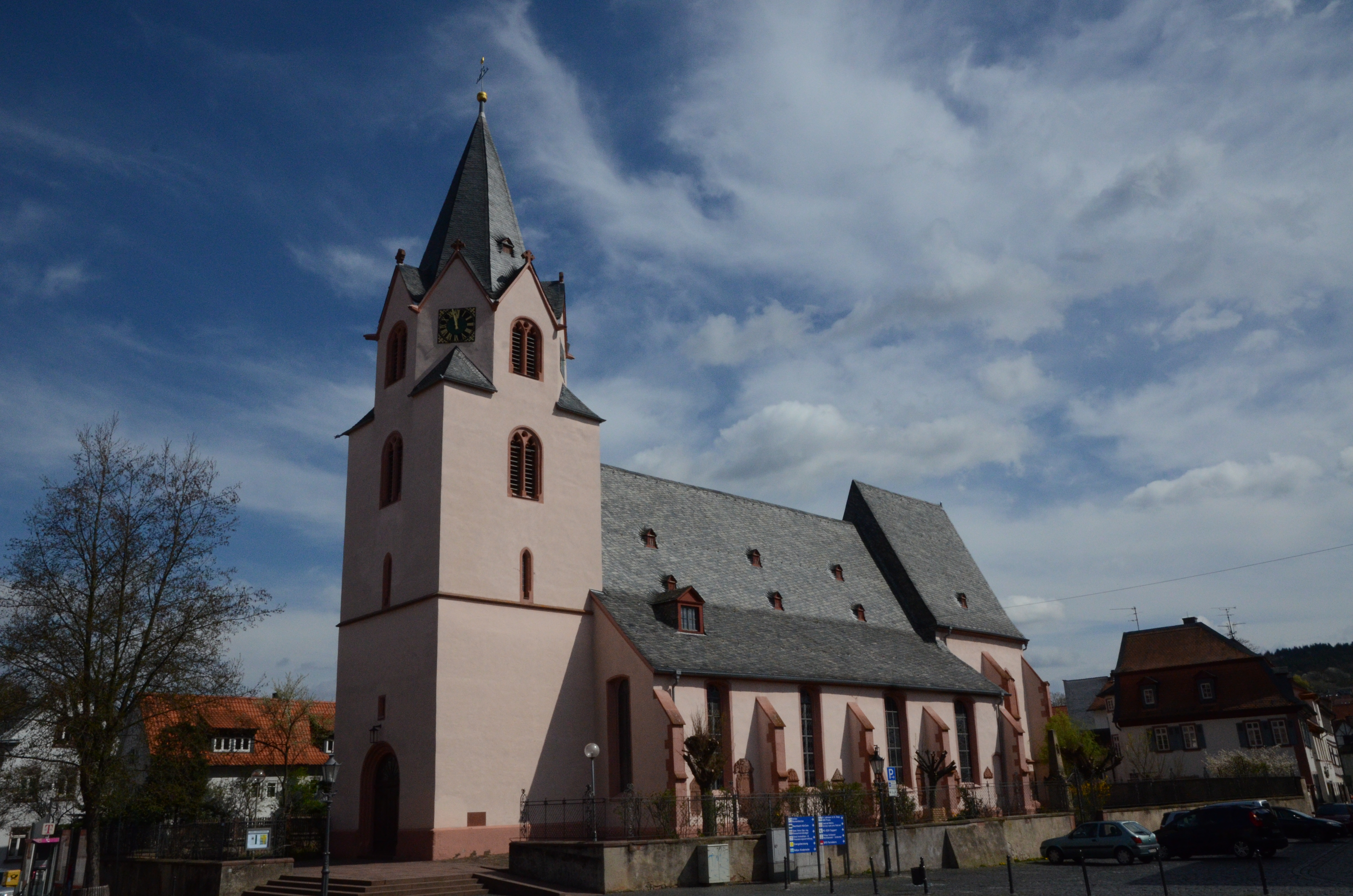
Die Evangelische Stadtkirche in Umstadt
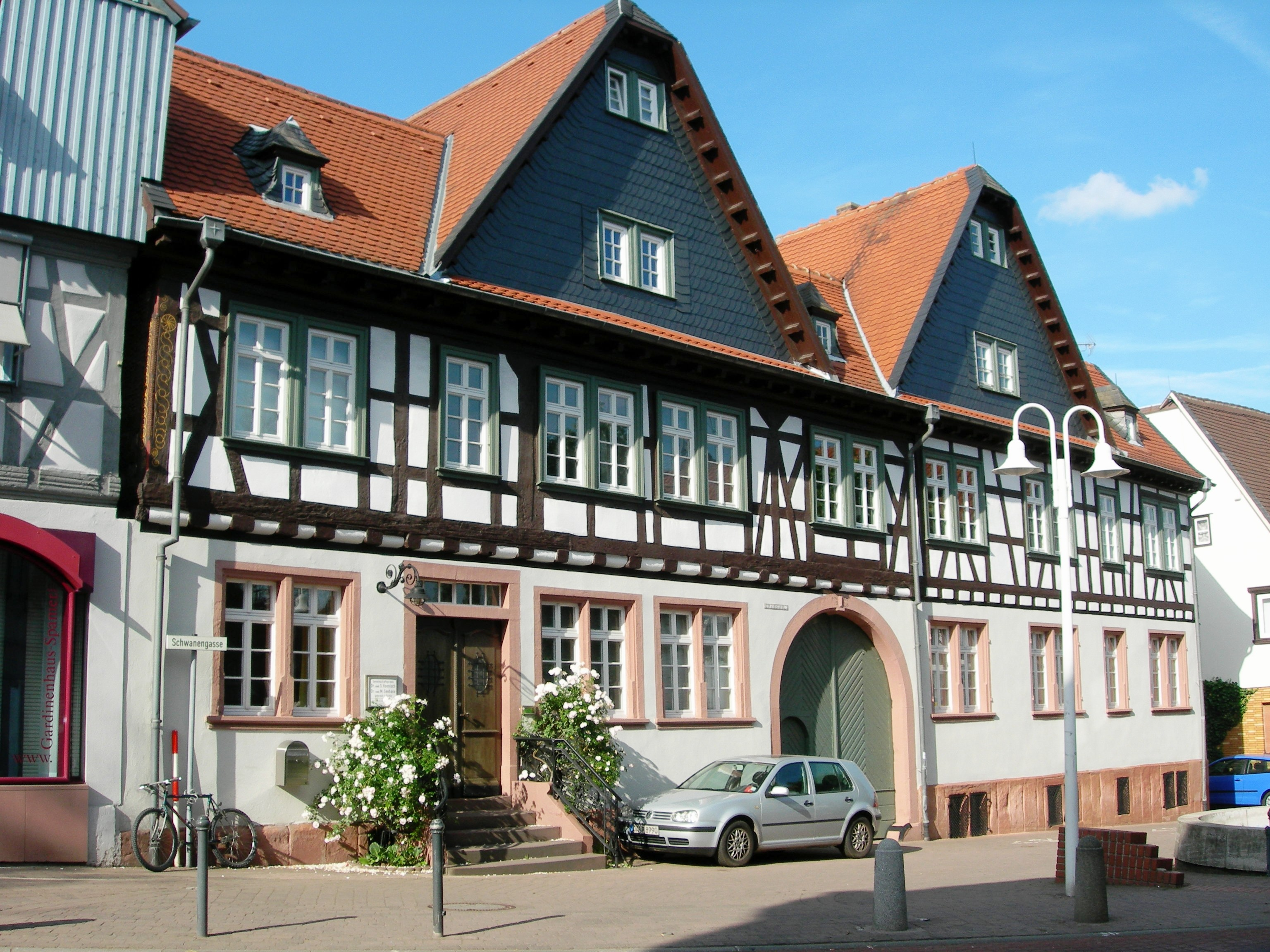
Fachwerkhäuser in der Schwanengasse
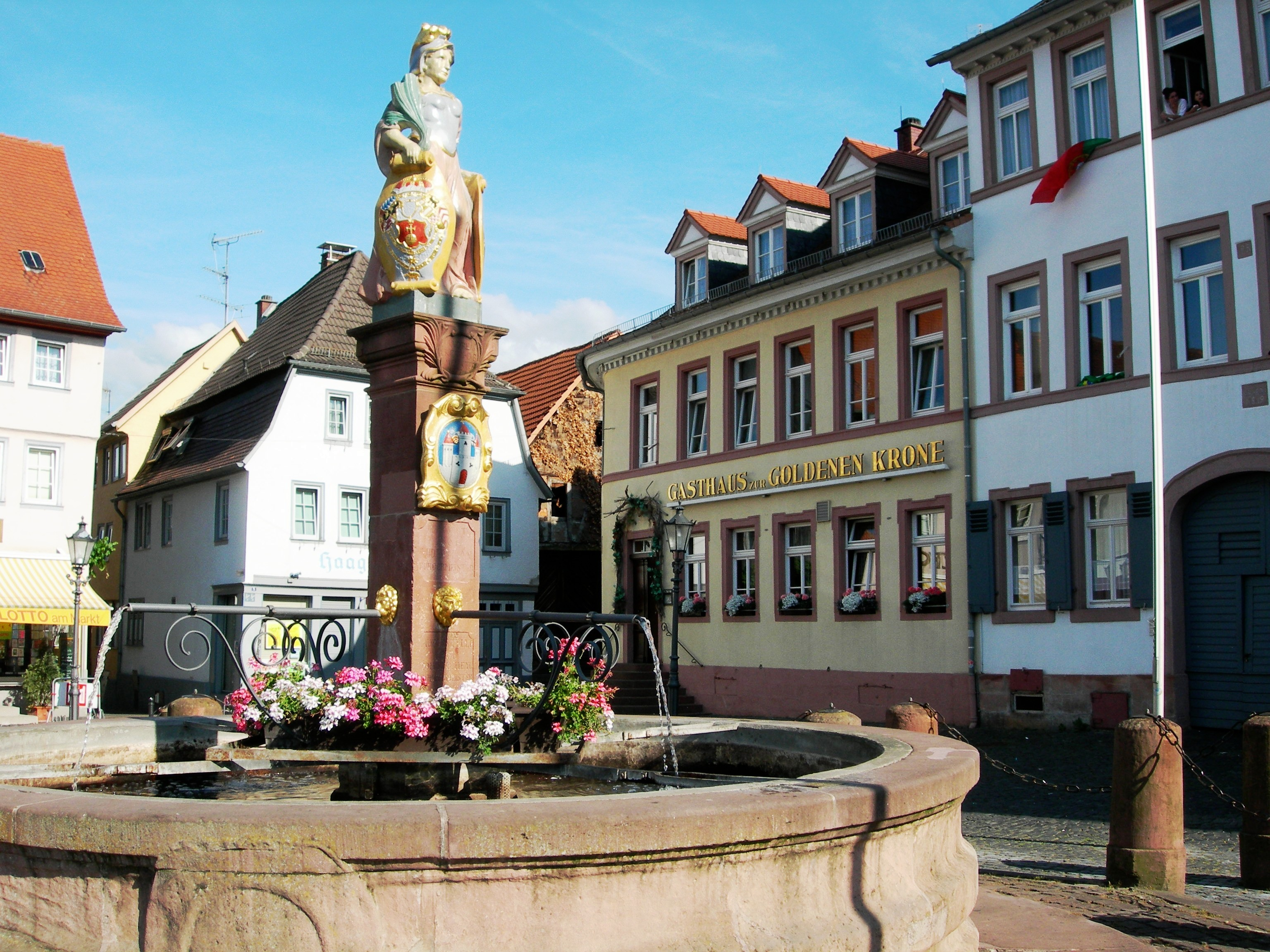
Der Marktplatz mit dem Bietjungfer-Brunnen
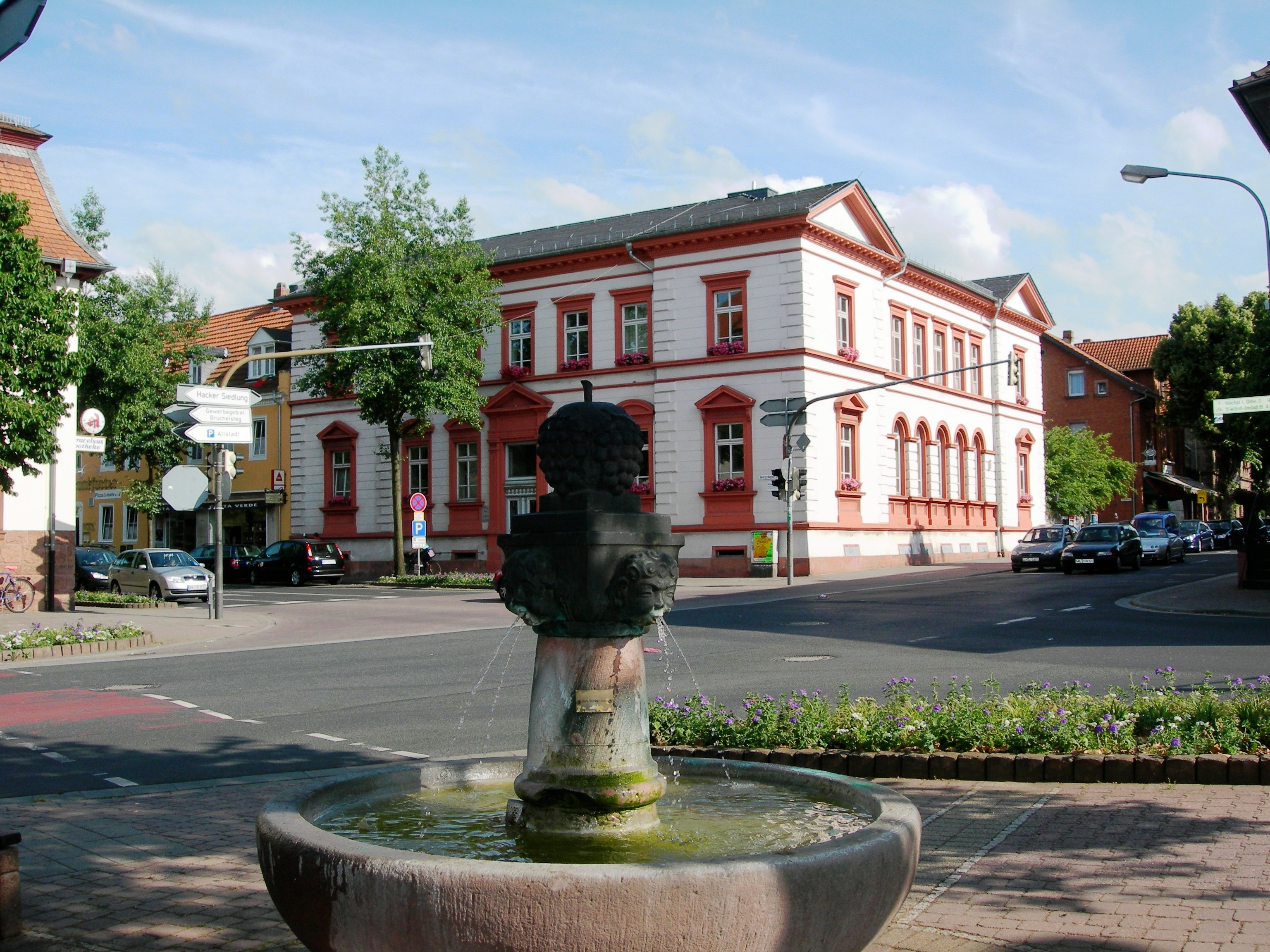
Das ehemalige Amtsgericht
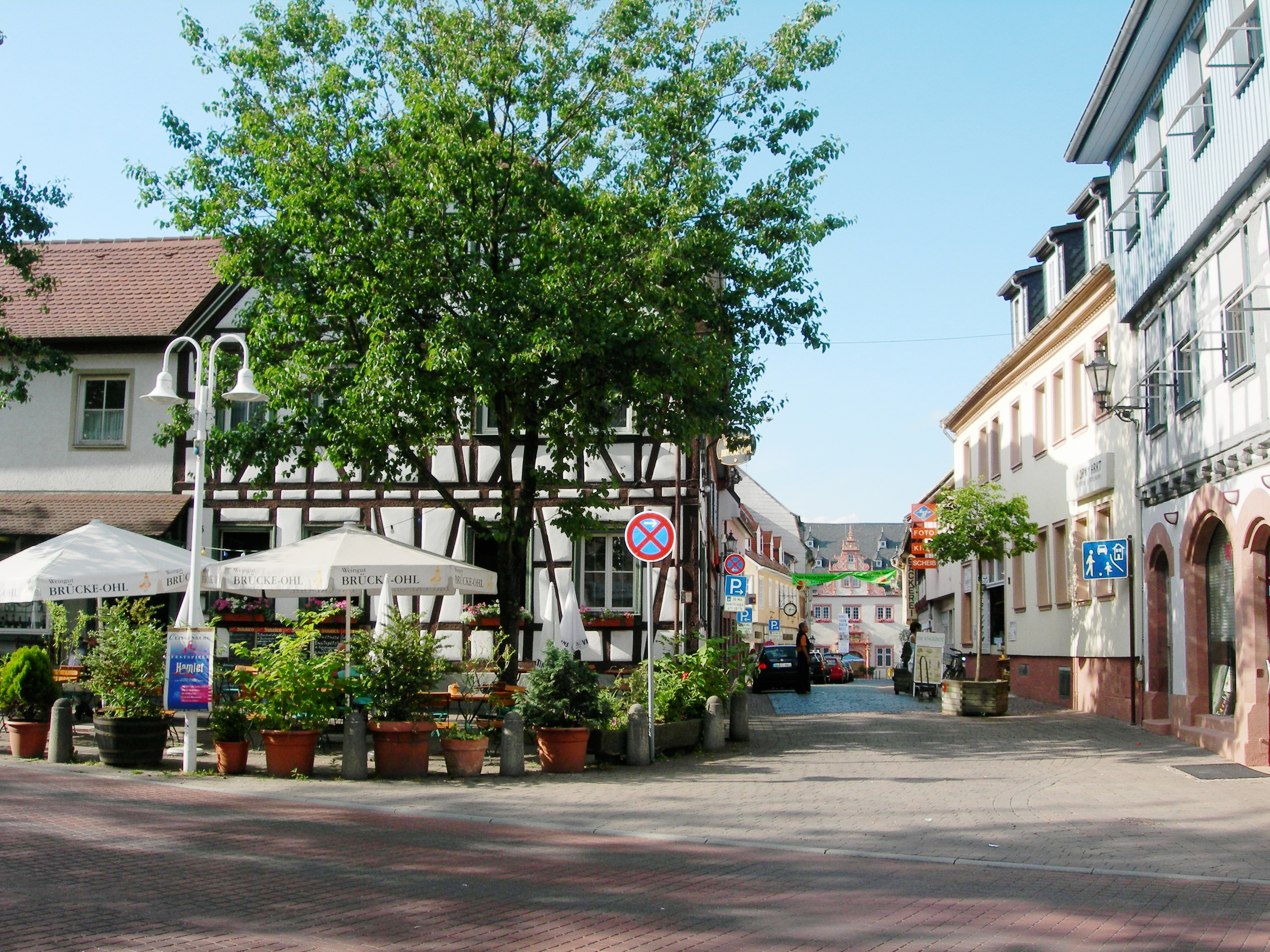
Historisches Weinlokal Brücke-Ohl mit Blick Richtung Marktplatz
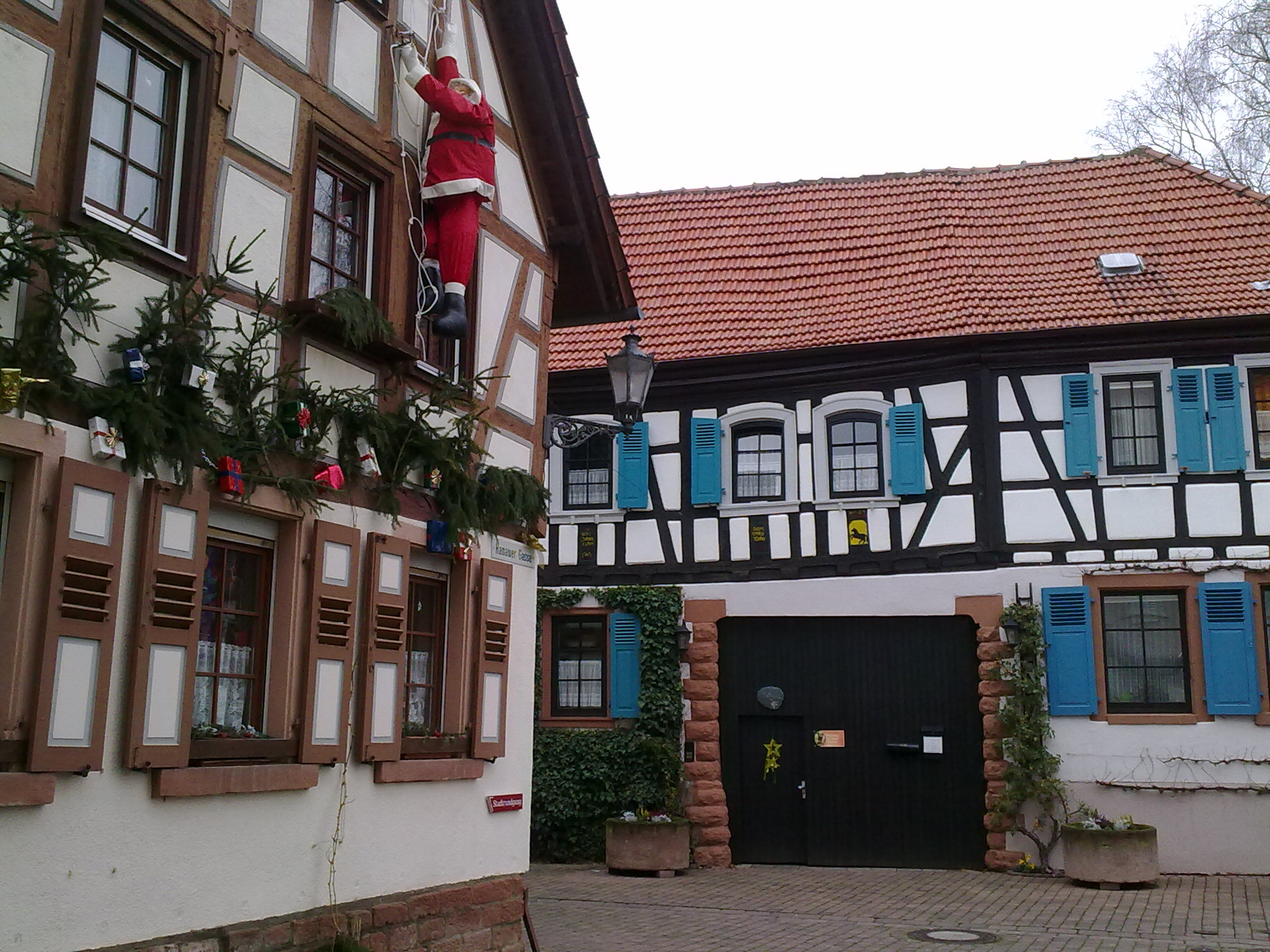
Fachwerkhäuser zur Weihnachtszeit in der Hanauer Gasse nahe Marktplatz und Darmstädter Schloss

### Ehemalige Synagoge
Die 1874 eingeweihte Synagoge der Jüdischen Gemeinde wurde 1938 innen völlig verwüstet, aber aus Angst vor Übergreifen des Feuers auf die Altstadt nicht angezündet. 1978 wurde das dann baufällige Gebäude der Synagoge gegen den Willen von Ortsbeirat und Kreistag abgebrochen. Ab 1983 wurde sie im Freilichtmuseum Hessenpark in Neu-Anspach wieder aufgebaut und konnte viele Jahre nur von außen besichtigt werden. Nach einer Sanierung zeigt die ehemalige Synagoge heute in einer Ausstellung Jüdisches Leben im ländlichen Hessen in sechs Themenbereichen: Jüdisches Landleben, Glaube, Alltag, Jüdisches Erwerbsleben, Jüdische Kultur und den Bereich Emanzipation-Integration-Verfolgung. Die Ausstellung wurde vom Hessenpark in Kooperation mit dem Jüdischen Museum Frankfurt, dem Fritz Bauer Institut und dem Runden Tisch – Jüdisches Leben in Groß-Umstadt realisiert.

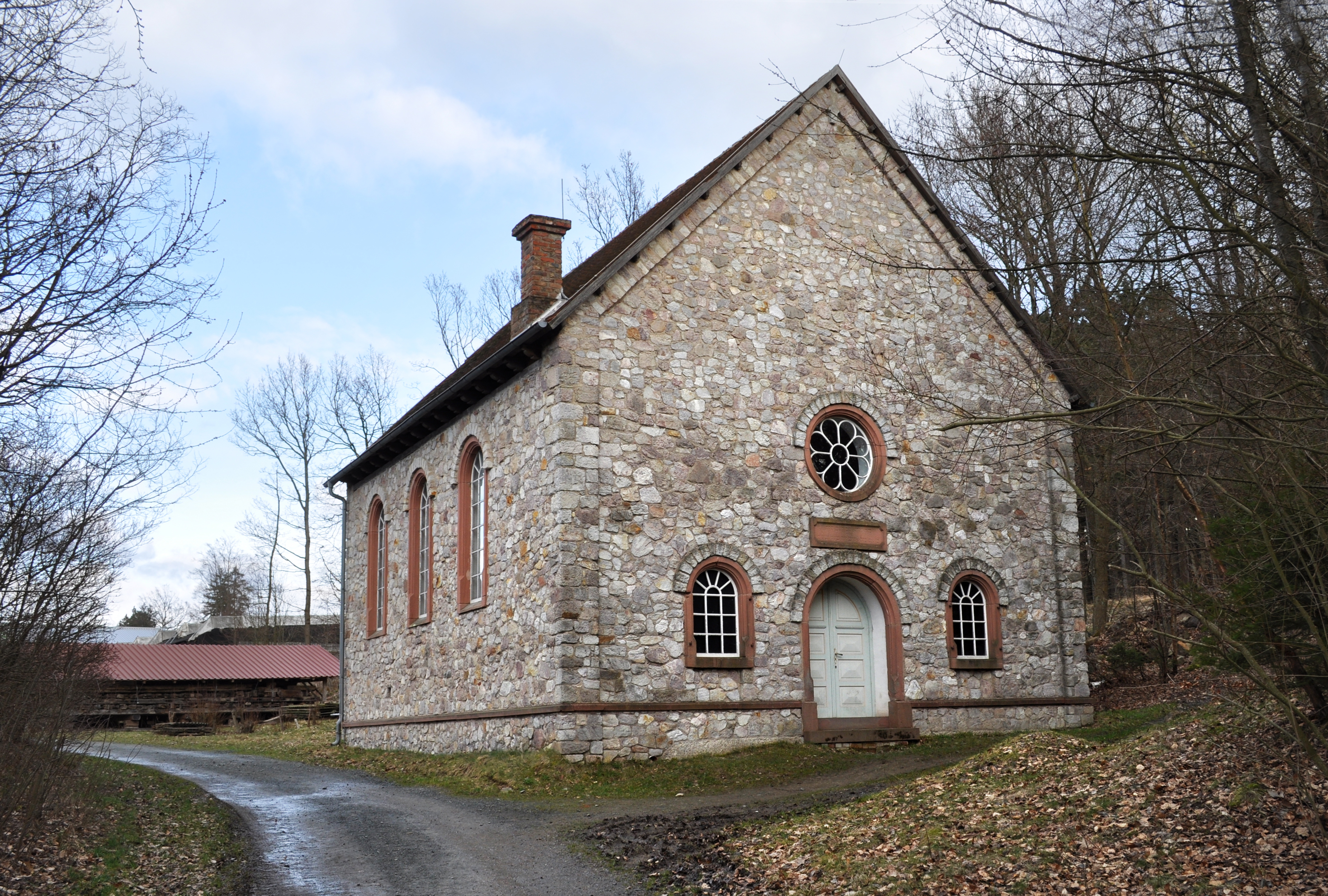
Synagoge aus Groß-Umstadt, heute im Hessenpark
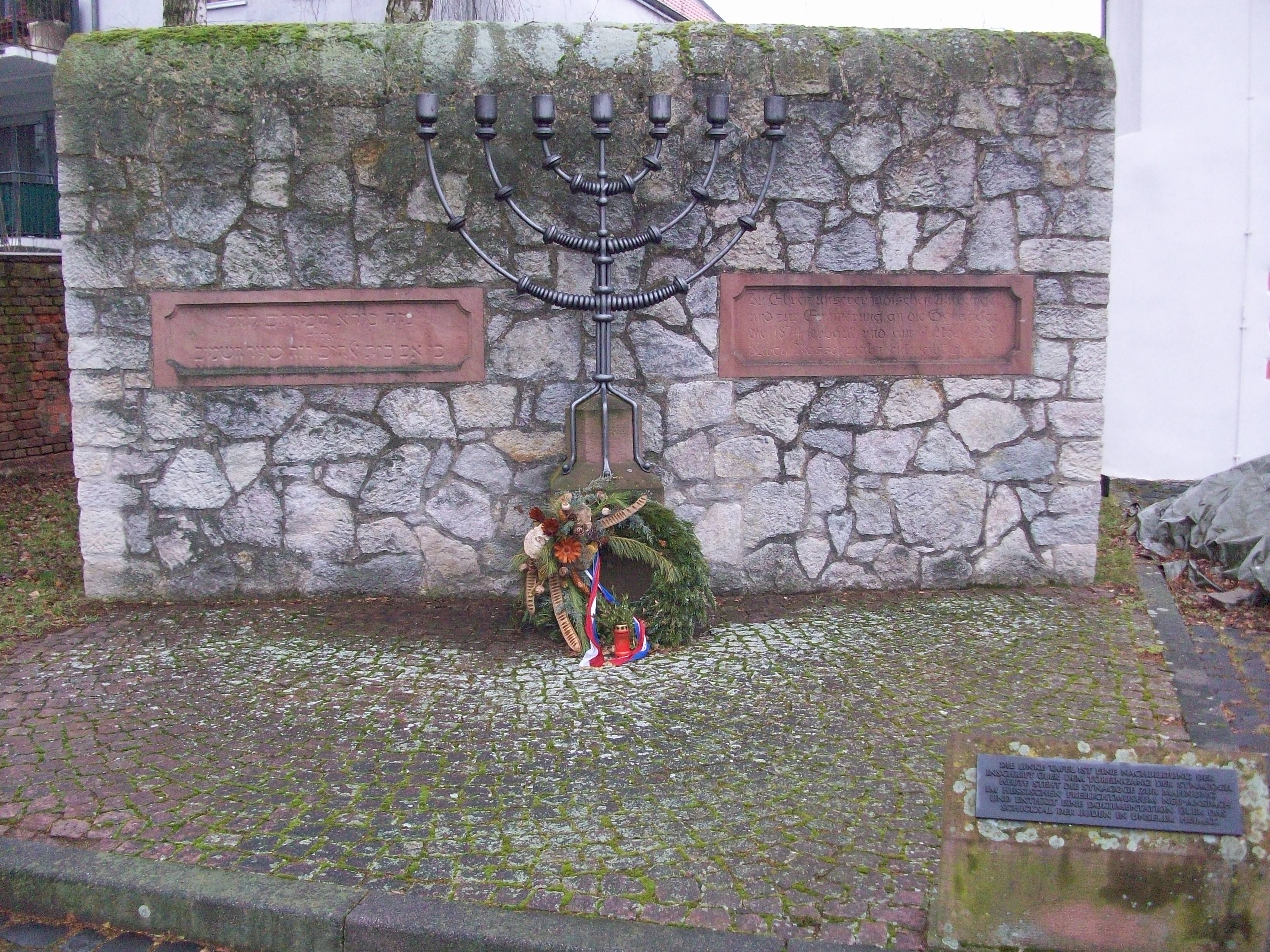
Mahnmal mit Menora zur Erinnerung an die alte Synagoge.
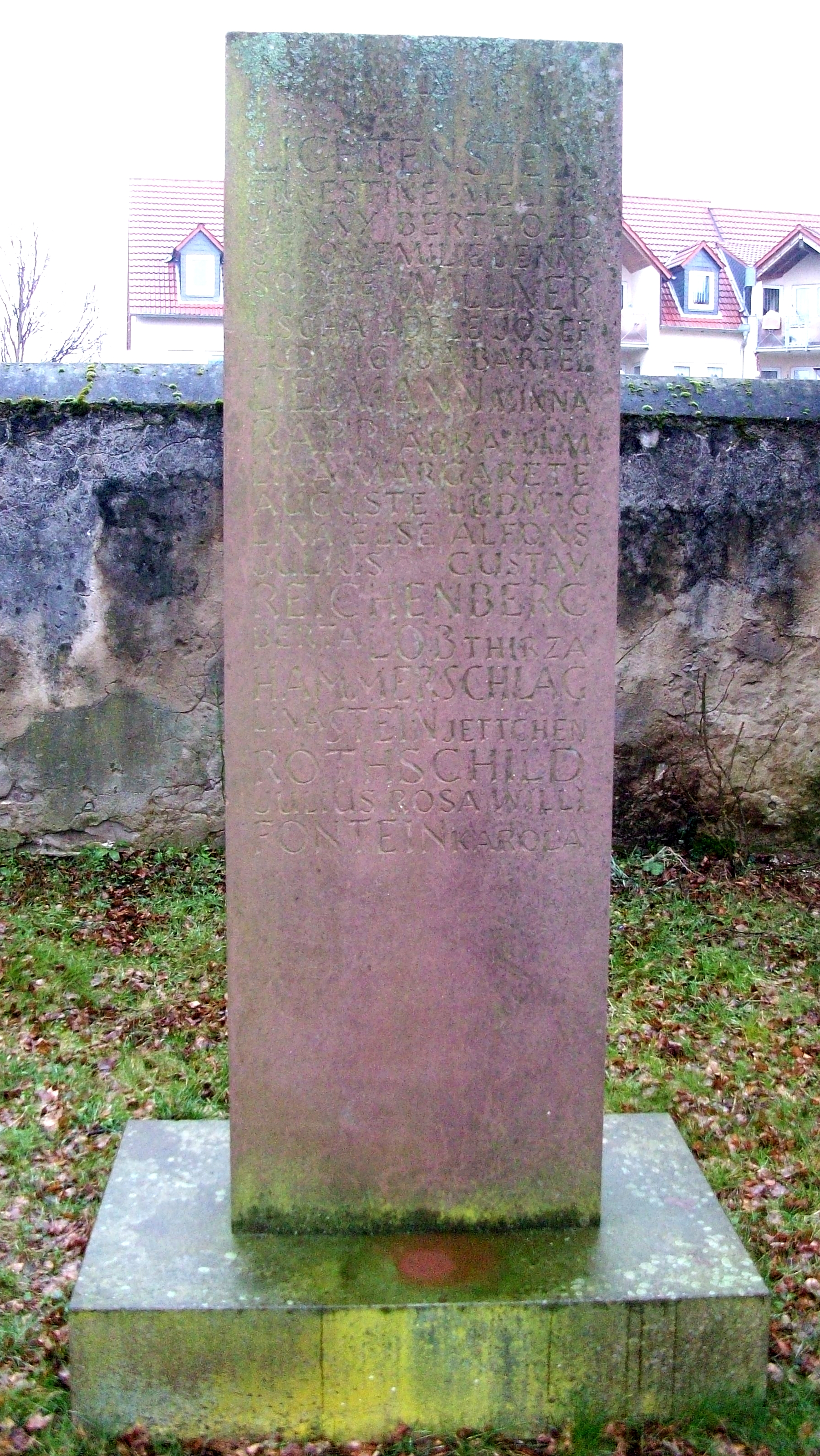
Stele mit dem Verzeichnis aller (Groß-)Umstädter Juden die Pogromen und Rassenwahn zwischen 1933 und 1945 zum Opfer fielen

### Natur und Schutzgebiete

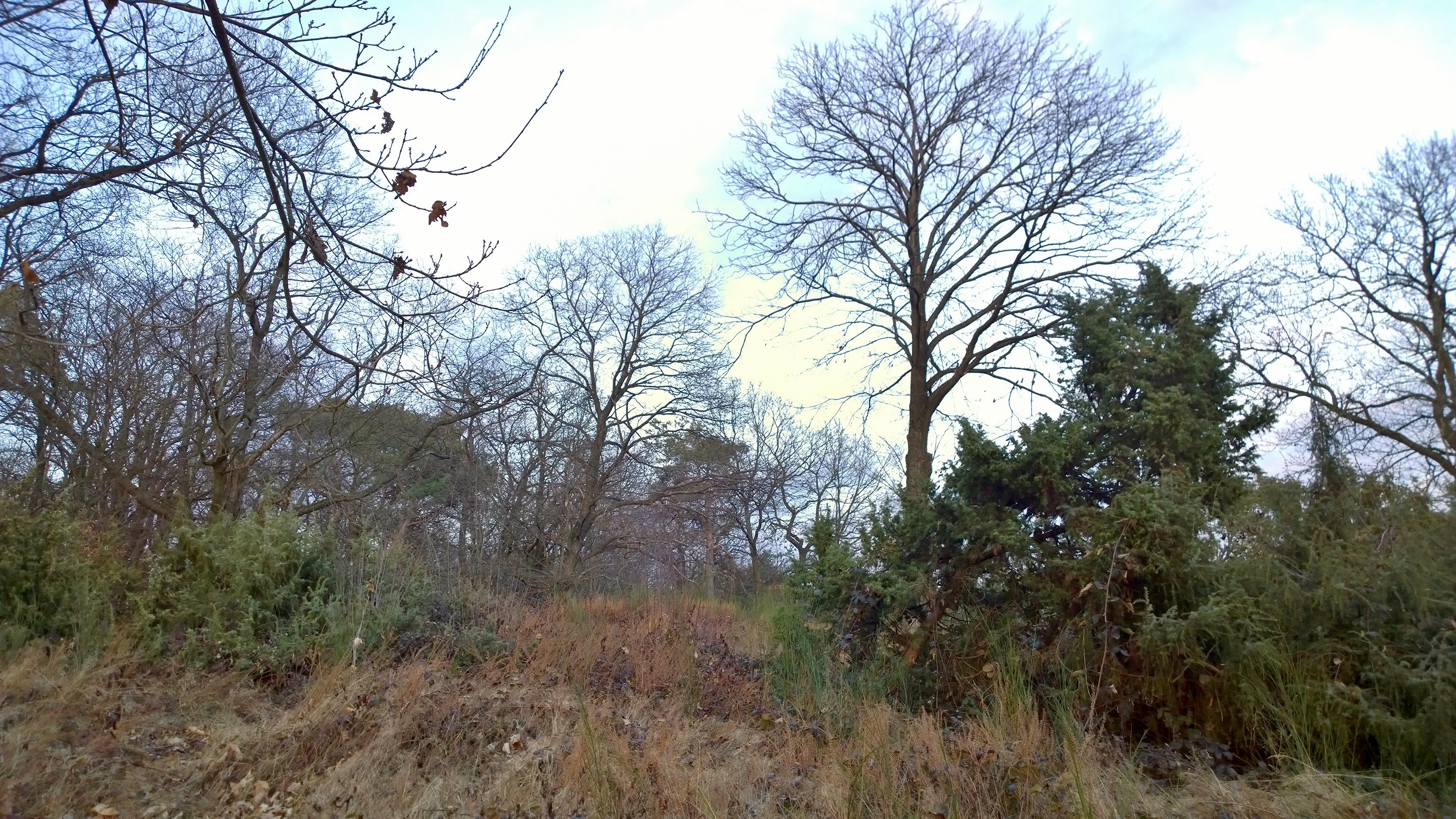
Das ehemalige Naturdenkmal Hainrichsberg, ein Kleinwald aus Akazien, Esskastanien, Wacholder und Linden, von der Wein-Einzellage Am Herrnberg und einem Weinlehrpfad umgeben. Heute Teil des NSG Herrnberg

Das Stadtgebiet geht nach Osten in die bewaldeten Ausläufer des Buntsandstein-Odenwaldes über, nach Westen und Osten in die hügeligen Ebenen des Reinheimer Hügellandes.
Im Stadtgebiet befinden sich ganz oder teilweise die folgenden Naturschutzgebiete: Die Bruchwiesen von Dorndiel, die Sandsteinbrüche am Burzelberg bei Frau-Nauses, der Herrnberg von Groß-Umstadt am Stadtrand und das Bachtal der Taubensemd von Habitzheim, Semd und Groß-Umstadt.
In der Gemarkung Semd liegen Teilflächen der Natura-2000-Gebiete „Untere Gersprenz“ (FFH-Gebiet 6019-303) und „Untere Gersprenzaue“ (EU-Vogelschutzgebiet 6119-401).
Das Natura-2000-Gebiet „Wald bei Wald-Amorbach“ (FFH-Gebiet 6120-301) befindet sich teilweise in den Gemarkungen Groß-Umstadt und Dorndiel.
Die Steinbornshohl, ein historischer Löss-Hohlweg vom Stadtrand zum Hainrichsberg, ist als flächenhaftes Naturdenkmal geschützt. Weitere Naturdenkmale sind die Sausteigeeiche und die Zigeunereiche. Die Gambseiche in der Gemarkung Semd fiel im Juni 2019 einem Blitzschlag zum Opfer und musste gefällt werden.

### Sport
In Groß-Umstadt gibt es mehrere Sportvereine. In fast jedem Stadtteil gibt es einen aktiven Fußballverein. Überregional bekannt ist der TV Groß-Umstadt, dessen Männer-Handballmannschaft vor 2010 mehrere Jahre in der Handball-Regionalliga spielte, 2010/11 in der 2. Handball-Bundesliga und von 2011 bis 2017 in der 3. Liga spielte. Zwischen 2016 und 2024 bildeten der TV Groß-Umstadt und der TV Habitzheim eine Spielgemeinschaft, die MSG Groß-Umstadt/Habitzheim. Aktuell spielt die erste Mannschaft wieder in der viertklassigen Regionalliga.

### Regelmäßige Veranstaltungen
In Groß-Umstadt gibt es eine Reihe von Veranstaltungen, die in regelmäßigen Abständen stattfinden. Dazu gehören neben dem Winzerfest und dem Groß-Umstädter Bauernmarkt, der immer eine Woche vor dem Winzerfest stattfindet, u. a. das Johannisfest, die Jazzparade, das Klassik Open Air und die Weihnachtsmärkte im Museumshof und zeitlich versetzt auf dem Marktplatz.

## Bildung, Wirtschaft und Infrastruktur

### Bildung
An Bildungseinrichtungen existieren im Stadtgebiet:

Fünf Grundschulen und eine Grundstufe an einer Gesamtschule:
- Die Geiersbergschule in der Kernstadt (Schule im Pakt für den Nachmittag mit Vorklasse)
- Die Schule im Grünen im Stadtteil Semd („Pakt für den Nachmittag“, flexible Schuleingangsstufe, inklusive Beschulung)
- Die Heubacher Schule im gleichnamigen Stadtteil Heubach (Schule „Pakt für den Nachmittag“ mit flexibler Eingangsstufe)
- Die Wendelinusschule im Stadtteil Klein-Umstadt (Betreuende Grundschule mit ganztägigem Angebot im „Pakt für den Nachmittag“)
- Die Wiebelsbacher Schule im gleichnamigen Stadtteil Wiebelsbach (Grundschule mit Flexibler Eingangsstufe)
- eine Grundstufe an der IGS Ernst-Reuter-Schule.

Eine Gesamtschule:
- Die Integrierte Gesamtschule (IGS) Ernst-Reuter-Schule im Viertel Hacker-Siedlung in Groß-Umstadt (Integrierte Gesamtschule mit Grundstufe; Ganztagesangebote und spezielle Fördermöglichkeiten)

Ein Gymnasium:
- Das Max-Planck-Gymnasium in der Kernstadt, einziges Gymnasium des Landkreises Darmstadt-Dieburg (Ganztagsangebot mit pädagogischer Mittagsbetreuung, Pilotschule für „Digitales Klassenzimmer“) mit Einzugsbereich im gesamten Ostteil des Landkreises.

Eine Krankenpflegeschule befindet sich im örtlichen Kreiskrankenhaus. Eine Berufsfachschule (Landrat-Gruber-Schule) befindet sich nur im benachbarten Dieburg. Höhere Bildungseinrichtungen befinden sich im benachbarten Dieburg (Fachhochschule: die h_da (Campus Dieburg)), in Darmstadt (TUD) oder im unterfränkischen Aschaffenburg (FH).

### Flächennutzung
Das Gemeindegebiet umfasst eine Gesamtfläche von 8684 Hektar, davon entfallen in ha auf:
| Nutzungsart             | Nutzungsart             | 2011 | 2015 |
| ----------------------- | ----------------------- | ---- | ---- |
| Gebäude- und Freifläche | Gebäude- und Freifläche | 560  | 565  |
| davon                   | Wohnen                  | 338  | 341  |
|                         | Gewerbe                 | 44   | 47   |
| Betriebsfläche          | Betriebsfläche          | 25   | 25   |
| davon                   | Abbauland               | 7    | 7    |
| Erholungsfläche         | Erholungsfläche         | 37   | 37   |
| davon                   | Grünanlage              | 15   | 15   |
| Verkehrsfläche          | Verkehrsfläche          | 554  | 555  |
| Landwirtschaftsfläche   | Landwirtschaftsfläche   | 4329 | 4322 |
| davon                   | Moor                    | 0    | 0    |
|                         | Heide                   | 0    | 0    |
| Waldfläche              | Waldfläche              | 3089 | 3089 |
| Wasserfläche            | Wasserfläche            | 67   | 67   |
| Sonstige Nutzung        | Sonstige Nutzung        | 23   | 23   |

### Unternehmen und Geschäfte
Umstadt als Mittelzentrum hat viele mittlere und kleine Wirtschaftsbetriebe sowie eine rege Einzelhandelsszene mit meist inhabergeführten Geschäften. Im Gewerbegebiet an der Georg-August-Zinn-Straße liegen einige Großmärkte, ein Baumarkt und ein Medic-Center deren Kundenkreise auch aus dem weiteren Umland stammen. Ansässig ist u. a. die auch als Markenname bekannte Resopal GmbH. Das Testzentrum Technik & Betriebsmittel der Deutschen Landwirtschafts-Gesellschaft befindet sich am Rande der Stadt.
Die Hermes Logistik Gruppe hat in Groß-Umstadt ihre Niederlassung und Paketzentrum für den Großraum Darmstadt.

### Energie

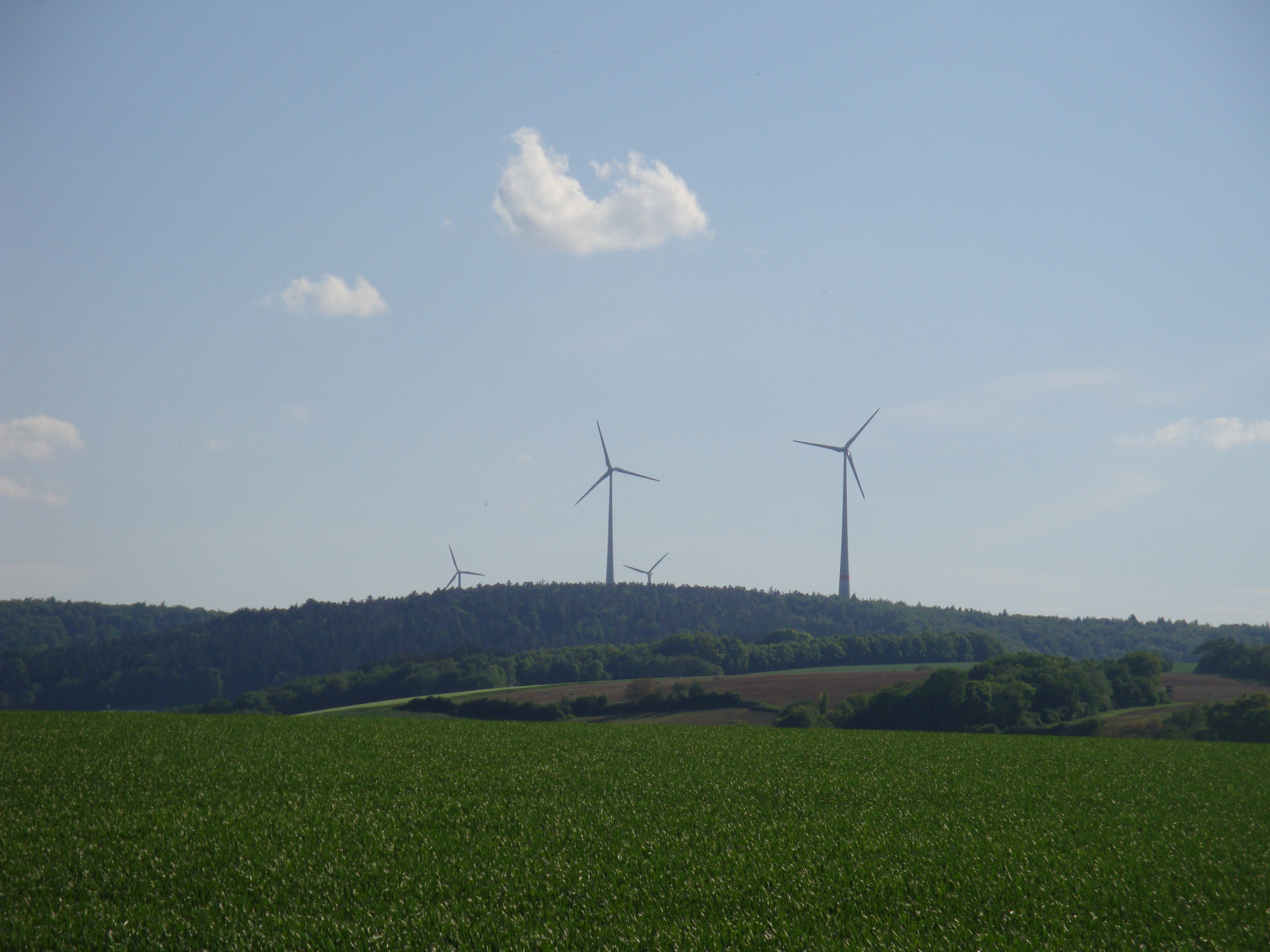
Windpark Binselberg aus nordöstlicher Richtung

Auf dem zum Stadtteil Klein-Umstadt gehörenden Binselberg befindet sich ein aus vier Windkraftanlagen bestehender Windpark. 1999 wurden zwei 97 Meter hohen Fuhrländer FL 1000 mit jeweils 1 MW Nennleistung in Betrieb genommen, die in einem durchschnittlichen Windjahr zusammen 2,9 Mio. kWh Strom erzeugen. Zum Jahreswechsel 2010/2011 wurden diese beiden Anlagen um zwei jeweils 2 MW leistende Enercon E-82 ergänzt. Diese beiden Windkraftanlagen, die über eine Nabenhöhe von 138 Meter sowie einen Rotordurchmesser von 82 Metern verfügen, bis zur Rotorspitze also 179 Meter hoch sind, werden von HSE betrieben und erzeugen pro Jahr ca. 10,5 Mio. kWh elektrische Energie, entsprechend dem Stromverbrauch von etwa 3500 Haushalten.
In Heubach wird Hessens erste Tiefengeothermie-Anlage betrieben. Hierbei handelt es sich um ein staatlich gefördertes und wissenschaftlich begleitetes Pilotprojekt, zu dessen Grundsteinlegung u. a. die hessische Umweltministerin Lucia Puttrich erschienen war. Die Gesamtkosten betrugen 700.000 Euro. Die Bohrung, die 800 Meter tief ist, wurde im Juni 2012 fertig gestellt und versorgt seit Anfang 2013 einen mittelständischen Industriebetrieb mit einer Produktions- und Bürofläche von ca. 7400 m² mit Erdwärme. In 800 Metern Tiefe ist das Gestein etwa 38 °C warm, zur Beheizung der Gebäude wird die Temperatur des in einem geschlossenen Kreislauf zirkulierenden Wassers mittels Wärmepumpen angehoben. Die Jahresarbeitszahl liegt laut HSE bei überdurchschnittlichen 5,7; d. h. mit dem Einsatz einer kWh elektrischer Energie lassen sich 5,7 kWh thermischer Energie gewinnen. Damit liegt er Wirkungsgrad um ca. 40 % über dem durchschnittlicher Wärmepumpen und auch deutlich höher als von HSE ursprünglich erwartet.

### Verkehr

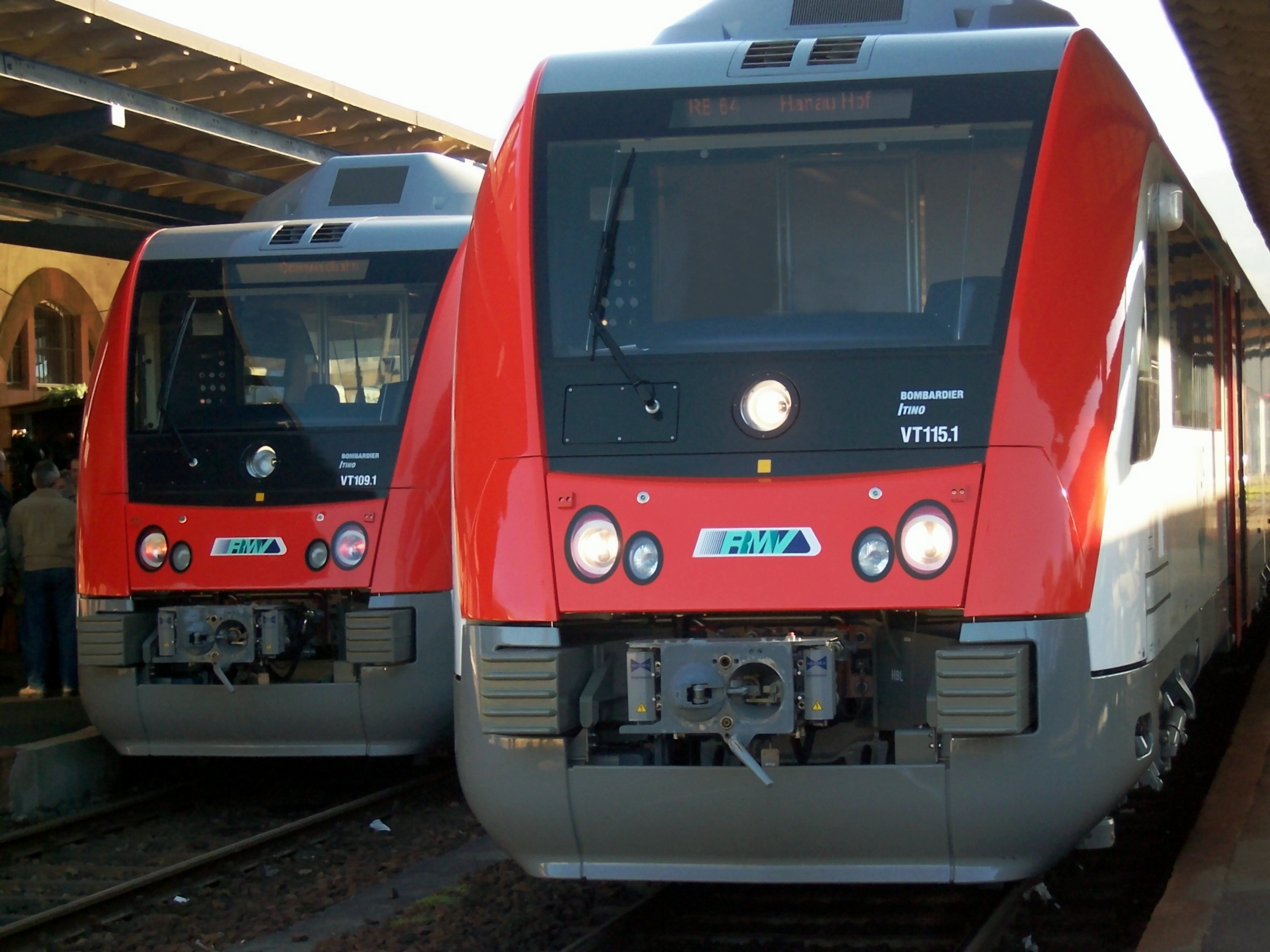
Fahrzeuge des Typs Bombardier Itino im Bahnhof Groß-Umstadt Wiebelsbach

#### Schienenverkehr

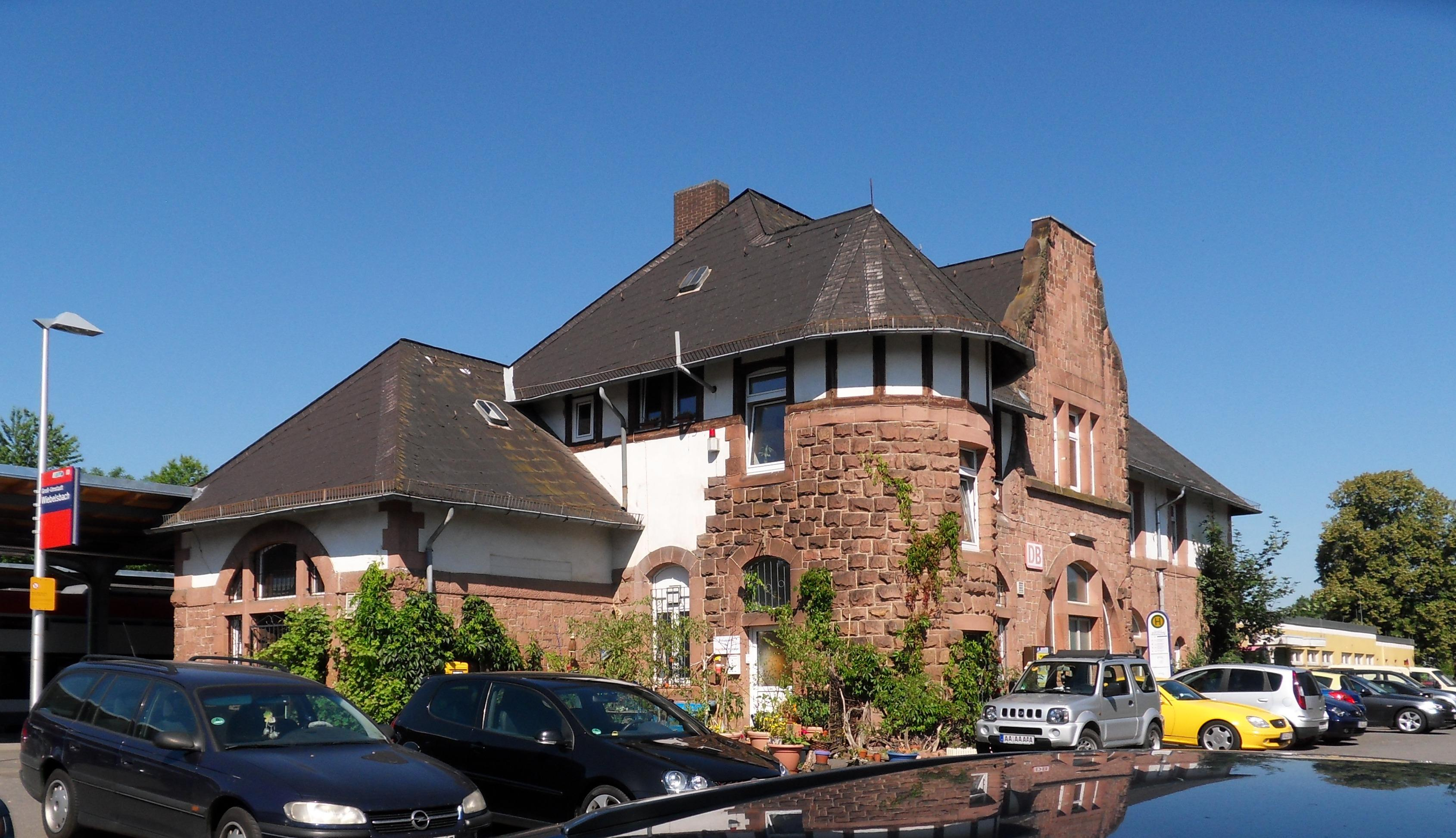
Bahnhof Groß-Umstadt Wiebelsbach, Knotenpunkt der Odenwaldbahn

Groß-Umstadt liegt an der hessischen Odenwaldbahn. Die Züge aus Richtung Frankfurt/Hanau halten an den Stationen Groß-Umstadt Klein-Umstadt, Groß-Umstadt Mitte und Groß-Umstadt Wiebelsbach (Umsteigeknoten von/nach Darmstadt), und fahren weiter in Richtung Eberbach am Neckar. Zudem ist ein weiterer Haltepunkt Groß-Umstadt Nord geplant. Die Züge aus Richtung Darmstadt nach Eberbach halten am Bahnhof Groß-Umstadt Wiebelsbach.
| Linie | Verlauf | Takt                                                |
| ----- | --- | --------------------------------------------------- |
| RE 80 | Odenwaldbahn: Darmstadt Hbf – Darmstadt Nord – Darmstadt Ost – Ober-Ramstadt – Reinheim (Odenw) – Groß-Umstadt Wiebelsbach – Höchst (Odenw) – Bad König – Michelstadt – Erbach (Odenw) Stand: Fahrplanwechsel Dezember 2021 | 60/120 min (wochentags)                             |
| RB 81 | Odenwaldbahn: Darmstadt Hbf – Darmstadt Nord – Darmstadt Ost – Darmstadt Lichtwiese – Mühltal – Ober-Ramstadt – Reinheim (Odenw) – Otzberg-Lengfeld – Groß-Umstadt Wiebelsbach – Höchst Hetschbach – Höchst (Odenw) – Höchst Mümling-Grumbach – Bad König – Bad König Zell – Michelstadt – Erbach (Odenw) Nord – Erbach (Odenw) – Beerfelden-Hetzbach – Hesseneck-Schöllenbach – Hesseneck-Kailbach – Eberbach Stand: Fahrplanwechsel Juni 2022        | einzelne Züge                                       |
| RB 82 | Odenwaldbahn: Frankfurt (Main) Hbf – Darmstadt Nord – Darmstadt Ost – Darmstadt Lichtwiese – Mühltal – Ober-Ramstadt – Reinheim (Odenw) – Otzberg-Lengfeld – Groß-Umstadt Wiebelsbach – Höchst Hetschbach – Höchst (Odenw) – Höchst Mümling-Grumbach – Bad König – Bad König Zell – Michelstadt – Erbach (Odenw) Nord – Erbach (Odenw) – Beerfelden-Hetzbach – Hesseneck-Schöllenbach – Hesseneck-Kailbach – Eberbach Stand: Fahrplanwechsel Juni 2022 | 60 min (Frankfurt–Erbach) 120 min (Erbach–Eberbach) |
| RE 85 | Odenwaldbahn: Frankfurt (Main) Hbf – Frankfurt (Main) Süd – Offenbach (Main) Hbf / (Frankfurt (Main) Ost – Maintal Ost → Hanau West →) – Hanau Hbf – Hainburg-Hainstadt – Seligenstadt (Hess) – Babenhausen (Hess) – Groß-Umstadt Mitte – Groß-Umstadt Wiebelsbach – Höchst (Odenw) – Bad König – Michelstadt – Erbach (Odenw) Stand: Fahrplanwechsel Juni 2022                                                                                        | 120 min                                             |
| RB 86 | Odenwaldbahn: Hanau Hbf – Hanau-Klein Auheim – Hainburg-Hainstadt – Seligenstadt (Hess) – (Mainhausen-Zellhausen –) (zweistdl.) Babenhausen (Hess) – Babenhausen Langstadt – Groß-Umstadt Klein-Umstadt – Groß-Umstadt Mitte – Groß-Umstadt Wiebelsbach Stand: Fahrplanwechsel Juni 2022 | 60 min                                              |

#### Busverkehr
Außerdem verbinden die Schnellbuslinien 671 und 681 Groß-Umstadt über das Semder Eck mit Dieburg und Darmstadt. Weitere Busverbindungen bestehen Richtung Schaafheim, Otzberg und Münster.
Groß-Umstadt und seine Stadtteile werden durch folgende Buslinien angebunden:
| Linie | Linienweg                                                                                               | Bemerkungen                       |
| ----- | --- | --------------------------------- |
| 671   | Wiebelsbach Sportplatz – Heubach – Groß-Umstadt – Dieburg – Darmstadt Hbf                               | täglich                           |
| 678   | Wiebelsbach Sportplatz – Heubach – Groß-Umstadt – Lengfeld – Reinheim – Nieder-Ramstadt – Darmstadt Hbf | täglich, Nachtbuslinie            |
| GA    | Altheim – Richen – Groß-Umstadt                                                                         | Montag–Freitag, nur an Schultagen |
| GU1   | Schaafheim – Klein-Umstadt – Groß-Umstadt – Otzberg-Lengfeld Bf – Habitzheim – Ober-Klingen             | täglich                           |
| GU2   | Mömlingen – Wald-Amorbach – Dorndiel – Raibach – Groß-Umstadt – Semd – Dieburg                          | täglich                           |
| GU3   | Wiebelsbach Sonnenhof – Heubach – Groß-Umstadt                                                          | täglich                           |
| X71   | Wiebelsbach Sportplatz – Heubach – Groß-Umstadt – Darmstadt Hbf                                         | Montag–Freitag                    |
| X78   | Semd – Klein-Zimmern – Groß-Zimmern – Darmstadt Hbf                                                     | werktags                          |

Außer der Buslinie 682 halten alle Linien an der Haltestelle „Groß-Umstadt Pfälzer Schloss“. Diese ist ein wichtiger Umsteigepunkt in Groß-Umstadt. An Wochenenden fahren ausschließlich die Linien 671 und 678. Alle Fahrten innerhalb von Groß-Umstadt und den Stadtteilen liegen in der Preisstufe 1 nach der Klassifizierung des RMV.
Die Linie K69 besteht seit August 2010 und bedient Groß-Umstadt und die Stadtteile Heubach und Wiebelsbach. Diese wurden zuvor von der Linie K68 bedient. Die Linien K67, K68 und K69 wurden im April 2018 umbenannt in die Linien GU1, GU2 und GU3. Die Umbenennung ging mit einem verbesserten Fahrtangebot in den Abendstunden und am Wochenende einher.

#### Straßenverkehr
Die B 45 führt als Umgehungsstraße am Stadtgebiet von Groß-Umstadt vorbei und verbindet den Odenwald mit dem Rhein-Main-Gebiet. Die Stadt ist Teil der Deutschen Fachwerkstraße. Etwa vier Kilometer nordwestlich von Groß-Umstadt in Richtung Dieburg liegt die als autobahngleiche Schnellstraße ausgebaute B 26, die sich hier mit der B 45 kreuzt. Dadurch ist die Stadt auch an Darmstadt (Autobahnen A 67 und A 5) und Aschaffenburg (Autobahn A3) gut angebunden.

#### Radverkehr
Das Radwegenetz ist gut ausgebaut und beschildert. Alle Ortsteile mit Ausnahme von Raibach und Dorndiel sind mit Radwegen zu erreichen.

### Freiwillige Feuerwehr

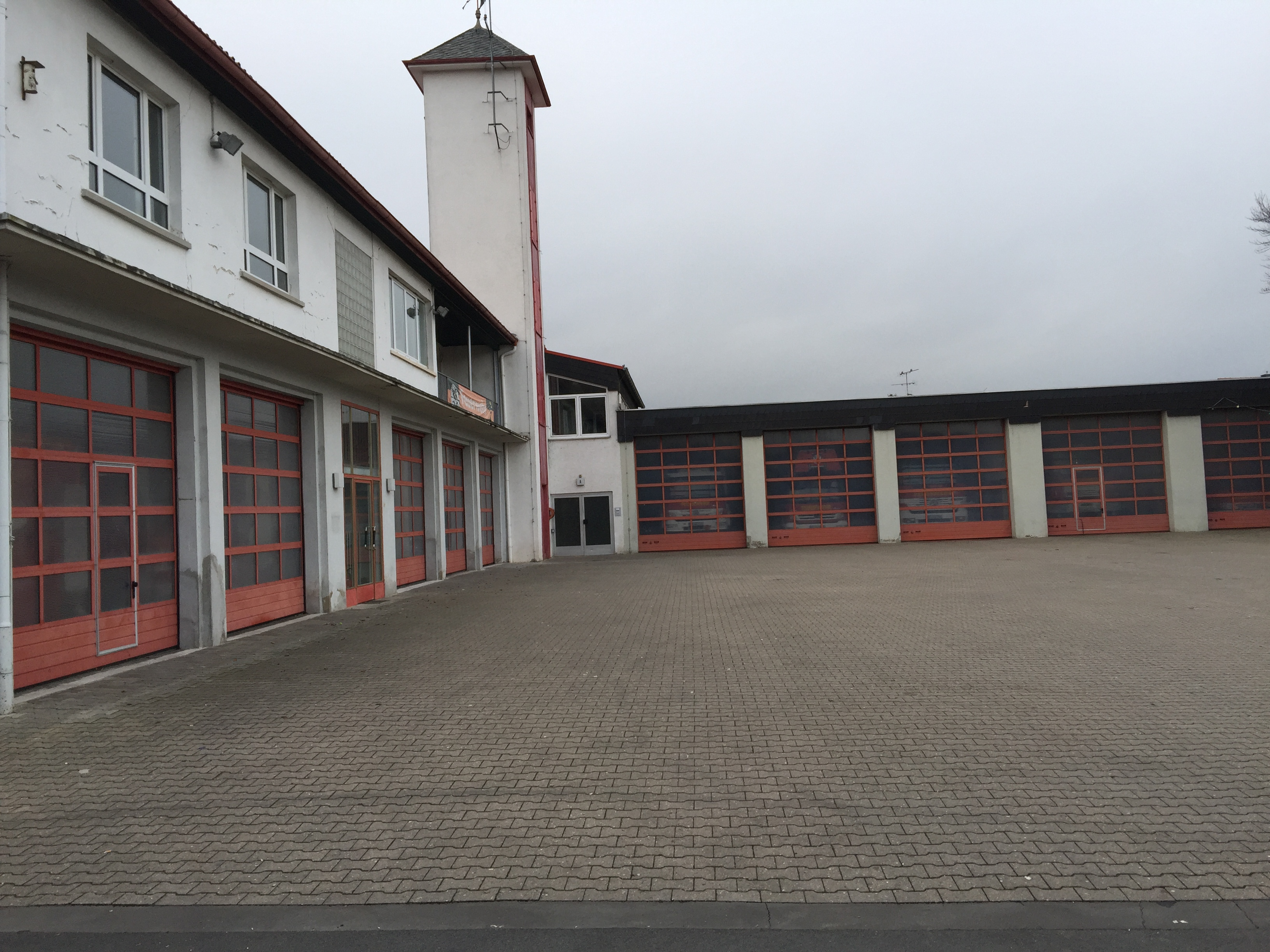
Das heutige Feuerwehrhaus in Groß-Umstadt

Die Geschichte der Gründung der Freiwilligen Feuerwehr (FF) Groß-Umstadt geht auf die zweite Hälfte des 19. Jahrhunderts zurück. 1874 angekündigt, gründete sich am 19. Juli 1875 die Freiwillige Feuerwehr Groß-Umstadt mit einer Mannschaftsstärke von 72 Mann.
Zu dieser Zeit waren vier Spritzen im damaligen Spritzenhaus untergebracht, das sich in der heutigen Georg-August-Zinn-Straße an der Stelle des ehemaligen Amtsgerichts befand. Von 1879 bis 1880 wurde ein neues Spritzenhaus an anderer Stelle der Georg-August-Zinn-Straße erbaut. Über die Jahre wieder zu klein, wurde am 1. Juni 1957 das neue Feuerwehrhaus in der Pestalozzistraße bezogen und ist bis heute Standort. 1982 wurde das Feuerwehrhaus durch einen Anbau erweitert und somit zu einem Feuerwehrstützpunkt ausgebaut.
Der Fuhrpark besteht aus elf Einsatzfahrzeugen und drei Abrollbehältern (Stand Dez. 2015). Mehr als 50 Einsatzkräfte sind in der FF der Kernstadt aktiv (Stand Dez. 2015). Seit Ende des 20. Jahrhunderts ist Groß-Umstadt ein Gefahrgutstützpunkt des Landkreises Darmstadt-Dieburg. Das Einsatzkonzept des ABC-Zuges beinhaltet neben der FF der Kernstadt auch die Stadtteilfeuerwehren von Kleestadt, Klein-Umstadt und Wiebelsbach.
Neben der Stadtmitte besitzen auch die Stadtteile von Groß-Umstadt eine eigene Freiwillige Feuerwehr.

## Persönlichkeiten

### Söhne und Töchter der Stadt
- Balthasar Lydius (* 1576; † 1629), reformierter Theologe und Geistlicher
- Christoph Schütz (* 1689; † 1750 in Bad Homburg vor der Höhe) Vertreter des Radikalen Pietismus, Schriftsteller und Liederdichter sowie Gesangbuchherausgeber
- Johann Nikolaus Emmerich (* 7. Juni 1791 in Groß-Umstadt; † 14. August 1868 in Arnsberg), Kataster-Vermessungs-Direktor, Obergeometer bei der Landvermessung im Regierungsbezirk Arnsberg
- Johann Daniel Mangold (1799–1866), Bürgermeister in Witzenhausen und Mitglied der kurhessischen Ständeversammlung
- Wilhelm Ittmann (* 1809; † 1864), Kaufmann und Landtagsabgeordneter
- Wilhelm Dittmar (* 1833; † 1892 in Glasgow) deutsch-britischer Chemiker
- Jakob Lautz (* 1834; † 1912 in Groß-Umstadt), nationalliberaler Politiker, Abgeordneter der 2. Kammer der Landstände des Großherzogtums Hessen
- Ernst Ohl (* 1841; † 1923), Abgeordneter der 2. Kammer der Landstände des Großherzogtums Hessen, 1908 bis 1919 Bürgermeister
- August Otto Föppl (* 1854; † 1924 in Ammerland), von 1894 bis 1922 Professor für Technische Mechanik und grafische Statik an der Technischen Hochschule München
- Wilhelm Fabricius (* 1857; † 1942 in Marburg an der Lahn), Historiker und Bibliothekar
- Otto Frank (* 1865; † 1944 in München), Physiologe
- Johannes Ittmann (* 1885; † 1963 in Gambach), evangelischer Missionar
- Karl Oesterle (* 1894; † 1965 in Stuttgart), Gewerkschafter (ÖTV) und Politiker (SPD)
- Ernst Ludwig Dietrich (* 1897; † 1974 in Wiesbaden), evangelischer Theologe und Orientalist, Landesbischof der Evangelischen Kirche in Hessen und Nassau (1933 bis 1945)
- Hans Trippel (* 1908; † 2001 Erbach), Autokonstrukteur („Vater der Amphibienfahrzeuge“), verstrickt in die Verbrechen des Nationalsozialismus
- Otto Völzing (* 1910; † 2001 in Neunkirchen (Saar)), Archäologe
- Emil Hartmann (* 1927; † 2007 in Bremen), Reeder; Inhaber und Gründer der German Tanker Shipping
- Karl Dörr (* 1949), hessischer Politiker (SPD) und ehemaliger Abgeordneter des Hessischen Landtags
- Werner Schraut (* 1951; † 2018 in Groß-Umstadt), Gewichtheber
- Wolfgang Schenkluhn (* 1952), Kunsthistoriker und Hochschullehrer
- Sabine Weißler (* 1958), Politikerin (Bündnis 90/Die Grünen), Mitglied im Berliner Abgeordnetenhaus
- Joachim Ruppert (* 1962; † 2021), Kommunalpolitiker, Bürgermeister von 2006 bis 2021
- Bernd Winter (* 1971), Fußballspieler, -trainer und -manager
- Holger Schlageter (* 1973), Publizist, Theologe und Psychologe
- Patrick Koch (* 1976), hessischer Politiker (SPD) und ehemaliger Abgeordneter des Hessischen Landtags
- Jens Zimmermann (* 1981), Politiker (SPD) und seit 2013 Abgeordneter des Deutschen Bundestages
- Jan Eichberg (* 1984), Drehbuchautor, Regisseur, Filmeditor, Schauspieler und Filmproduzent
- Matthias Meitzler (* 1986), Soziologe
- Janik Bachmann (* 1996), Fußballspieler

### Persönlichkeiten, die in der Stadt lebten oder wirkten
- Heinrich Bechstein, (* 30. Juni 1841 in Rotenburg an der Fulda; † 27. November 1912 in Groß-Umstadt), Orgelbauer, war ab 1872 in Umstadt tätig.
- Kurt Biedenkopf (* 28. Januar 1930 in Ludwigshafen; † 12. August 2021 in Dresden), deutscher Politiker (CDU), legte 1949 das Abitur am heutigen Max-Planck-Gymnasium ab.
- Wendelin Brohm (* 11. Mai 1887 in Hainstadt; † 31. Oktober 1980 in Lauerbach), Kommunalpolitiker der USP/SPD (Umstäder Stadtrat), AWO-Kreisvorsitzender, Träger des Bundesverdienstkreuzes, Träger der Bronzenen Ehrenplakette des Kreises Erbach
- Fritz Gils (* 22. Dezember 1901 in Darmstadt; † 1. Juli 1957 in Groß-Umstadt) war ein deutscher Künstler.
- Gerd J. Grein (* 16. Dezember 1944 in Langen) ist ein hessischer Volkskundler, ehemaliger Museumsleiter des Museums Otzberg, ehemaliger Umstädter Kulturamtsleiter und ehrenamtlicher Stadtführer.
- Matthias Hermann (* 30. Dezember 1958 in Bitterfeld), deutscher Schriftsteller, lebt und arbeitet seit 1989 in Groß-Umstadt.
- Heinrich Klein (* 13. Dezember 1932 in Hergershausen; † 18. Dezember 1989 in Groß-Umstadt), war 1970–1976 Landrat des Landkreises Dieburg und 1976–1989 Mitglied des Deutschen Bundestages.
- Carl Schorlemmer (* 30. September 1834 in Darmstadt; † 27. Juni 1892 in Manchester) war ein deutscher Chemiker, machte eine Lehre in der Lindenbornschen Apotheke zu Umstadt.
- Otto Philipp Jakob Sturmfels (* 19. Mai 1880 in Seligenstadt; † 2. April 1945 im KZ Dachau) war hessischer Rechtsanwalt (1906 bis 1933 in Groß-Umstadt), Jurist, Notar, Politiker der SPD und ehemaliger Abgeordneter des Hessischen Landtags (1921–1931)
- Ludwig Wedel (* 9. April 1909 in Griesheim; † 30. März 1993), war 1954–1969 Bürgermeister von Umstadt, ehemaliges Mitglied des Hessischen Landtags, 1959 Mitglied der 3. Bundesversammlung.

## Sonstiges

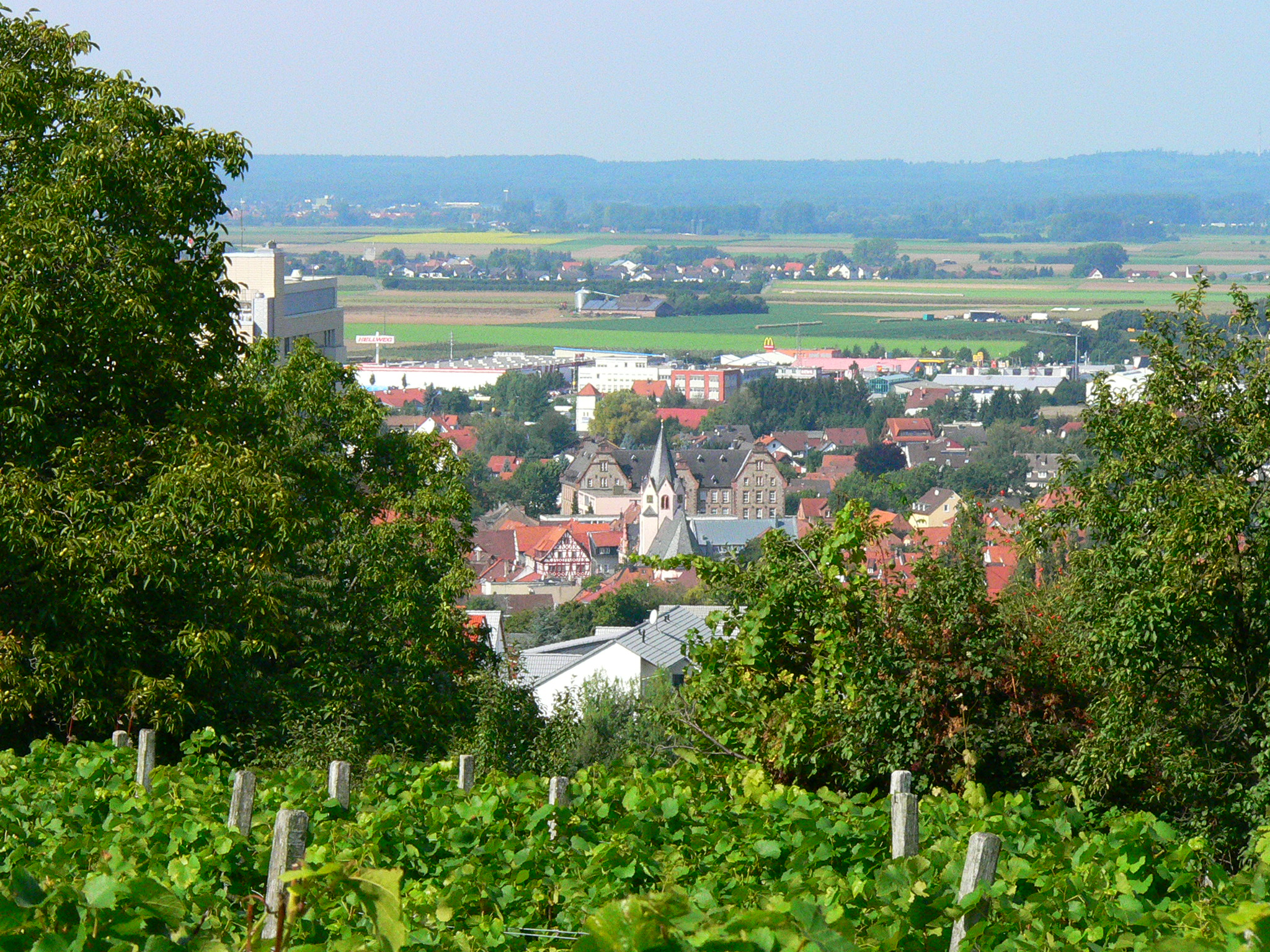
Zentrum von Groß-Umstadt von einem der Weinberge aus; im Hintergrund der Stadtteil Semd

- Groß-Umstadt verfügt über eine lange Tradition im Weinbau (vermutlich römisch begründet – beginnend mit der rechtsrheinischen römischen Eroberung Mitte/Ende des 1. Jahrhunderts n. Chr. (vgl. Civitas Auderiensium), nachweislich seit dem 10. Jahrhundert). Die Stadt bezeichnet sich gerne als „Odenwälder Weininsel“ und gehört zum Weinanbaugebiet Hessische Bergstraße, Bereich Umstadt.
- Eines der frühsten Kriegsdenkmäler zum Gedenken der Gefallenen und Kriegsschauplätze wurde 1462 an der Stadtkirche angebracht.
- Eine der ersten Bürgerinitiativen in Südhessen verhinderte 1782 die Verunstaltung des Rathauses.
- Im Dorf Semd (heute Teil von Groß-Umstadt) hielt sich ab 1800 oft und gerne der Räuber Schinderhannes auf. Dort pflegte er seine Beziehungen zu den Odenwald-, Spessart- und sogar zu den Wetterauer Gaunern und Räubern. Im Mai 1802 verprügelte der Schinderhannes im „Gasthof zum Engel“ in Semd den späteren Odenwald-Räuber Johann Adam Heusner, der 1814 in Darmstadt hingerichtet wurde.[89]
- Die acht Stadtteile haben in Summe etwa die gleiche Einwohnerzahl wie die Kernstadt selbst.